# Escultura de Costa Rica
La escultura de Costa Rica es aquella que se ha producido por artistas nacidos en este país, o bien, artistas extranjeros que han residido en él y cuya obra ha tenido influencia determinante en el arte nacional o ha sido reconocida como parte del mismo.
La tradición escultórica costarricense cuenta con sólidas raíces ancestrales que se remontan a la época prehispánica, cuyo epítome son las esferas de piedra de Costa Rica por su síntesis formal, es decir, que para una cultura en que lo común eran las formas altamente elaboradas y llenas de pictogramas, la conceptualización de la esfera como síntesis artística, simbólica y formal denota un grado de madurez plástico único. 
Luego de la conquista y colonización española, la escultura costarricense comenzará a plasmarse primero en los talleres de imaginería, de donde saldrán los primeros escultores laicos de la historia del país. Hacia finales del siglo xix, surgen los primeros escultores educados en la tradición académica europea, pero a partir de 1930, una nueva generación de artistas con fuerte sentimiento nacionalista abogará por un arte más cercano a las raíces indígenas, con el uso de materiales autóctonos como la piedra volcánica en lugar del mármol, y temáticas vernáculas, del pasado prehispánico y de la fauna nacional, reinterpretando la estética precolombina en la escultura moderna.
En los años 1960 y 1970, con la introducción del arte abstracto, la escultura costarricense se abrirá a nuevos estilos, búsquedas, lenguajes y materiales, dividiéndose en dos corrientes temáticas: la naturalista/realista y la simbólica abstracta. La escultura en piedra y madera, no obstante, mantendrá su vigencia hasta nuestros días.
Entre los grandes escultores de la historia costarricense, sobresalen los nombres de Juan Ramón Bonilla, Juan Rafael Chacón, Francisco Zúñiga, Juan Manuel Sánchez Barrantes, Juan Portuguez Fucigna, Néstor Zeledón Varela, Néstor Zeledón Guzmán, Hernán González Gutiérrez, Ólger Villegas, Crisanto Badilla, Mario Parra, Leda Astorga, José Sancho, Aquiles Jiménez, Domingo Ramos, Herbert Zamora, Ibo Bonilla y Jorge Jiménez Deredia.

## Periodización

### Escultura precolombina
La cultura costarricense produjo abundancia y diversidad artística durante la época precolombina. Costa Rica, por su posición geográfica, fue puente entre las culturas de Mesoamérica y Suramérica, por lo que su arte prehispánico tiene influencias de ambas regiones, sin embargo, los artistas y artesanos de los pueblos autóctonos desarrollaron sus propios cánones y estilo, caracterizado por su gran capacidad de síntesis, expresando a la vez conceptos con gran vitalidad y delicadeza. En sus manifestaciones, los artistas precolombinos lograron crear obras de arte armoniosas donde se descubren tanto formas abstractas y geométricas como figuras zoomorfas y antropomorfas. Utilizaron diversidad de técnicas y materiales: cerámica, hueso, lítica, jade, oro, concha, etc.
Para su estudio, la arqueología de Costa Rica se ha dividido en tres regiones: Gran Nicoya, formada por la provincia de Guanacaste y norte de Puntarenas, recibió gran influencia mesoamericana; Región Atlántica y Central del país, perteneciente al Área Intermedia de América, con influencia del Caribe colombiano; y Región del Diquís, en el sureste del país, forma una unidad con la región Gran Chiriquí en Panamá y pacífico colombiano.
Entre el 500 y 700 d. C., los pueblos autóctonos de Costa Rica elaboraron piezas de jade a partir de jadeíta, nefrita, serpentina y otras piedras verdes, utilizando técnicas y motivos autóctonos, aunque con algunas influencias foráneas (olmecas, mayas, Cultura San Agustín). Se usaron como ornamento personal y luego se destinaron como parte del ajuar funerario de los individuos, asociados a individuos con rango social y/o con presencia de elementos mítico-religiosos. Se decoraban usando acción abrasiva con piedras y agua, raspado o esgrafiado, en el cual se realizaban incisiones, calado (acanalado) y pulido. Las figuras representaban chamanes, aves, murciélagos, lagartos y otros. Más tardíamente, el jade sería reemplazado por el oro como símbolo de poder entre 700 y 1502 d. C. Las tallas en oro, elaboradas en una aleación de oro y cobre mediante martillado y fundición, son propias de la región Central Atlántica y del Diquís. La temática se caracterizó particularmente por el predominio de la figura humana como tema central, pero combinando ésta con la presencia de elementos animales (águilas, cocodrilos, ranas, venados, saínos, animales marinos, tortugas, jaguares, etc). Las piezas de oro se distinguen por su mayor tamaño, algunas de ellas articuladas en dos y hasta tres secciones. Abundan los elementos decorativos en la figura principal. Hay gran producción de objetos martillados como discos, pectorales y diademas. Existió una homogeneidad entre el uso de materias primas locales y el acabado de los objetos.
La cerámica nicoyana fue el arte más representativo de la Gran Nicoya. Logró un avanzado estado de calidad y acabado, por lo que fue utilizada como bien de intercambio local y regional, hallándose piezas en distintos lugares de Mesoamérica y Surámerica. Especialmente apreciada por la cerámica policromada que empezó a fabricarse a partir de 800 d. C., con el arribo de los chorotegas a Guanacaste. Sus motivos combinan elementos de las culturas chibchoides (el cocodrilo, el jaguar, la serpiente, el zopilote, el murciélago) con motivos mesoamericanos (la Serpiente Emplumada, Mixcóatl, Tláloc, Tezcatlipoca). Elaborada en arcilla, se utilizaban tres pigmentos (rojo, terracota y negro), usando técnicas de modelado, incisión, punzonado y pastillaje. La cerámica nicoyana es patrimonio nacional y se sigue elaborando en algunos pueblos de Guanacaste con las mismas técnicas y materiales utilizados por los ancestros nicoyanos.
Otro tipo de cerámica que destaca es la cerámica de la región Caribe Central, con la elaboración de jarrones trípodes entre 300 a. C. a 800 d. C. Estas piezas se utilizaron en rituales funerarios, y se caracterizan por los adornos de sus soportes, cuya temática engloba temas como los animales, la figura humana y la muerte.
La escultura en piedra alcanzó una vasta producción, con fino acabado. El material más utilizado fue la andesita, obtenida de los volcanes, y se practicaron técnicas de lasqueado y pulimento, alcanzando a elaborar gran cantidad de piezas como metates ceremoniales, guerreros, chamanes, esclavos, animales, cabezas-trofeo, asientos, lápidas, remates de bastones, etc.
En la Gran Nicoya se elaboraron una serie de metates ceremoniales. Se caracterizan por un plato rectangular cóncavo y tres patas con los extremos puntiagudos, con cabeza de jaguar o guacamaya. Cabeza y patas presentan una fina decoración geométrica, con calados en una elaborada filigrana. En el vientre del plato es frecuente observar grabados. El metate ceremonial nicoyano fue una expresión artística única en Mesoamérica.

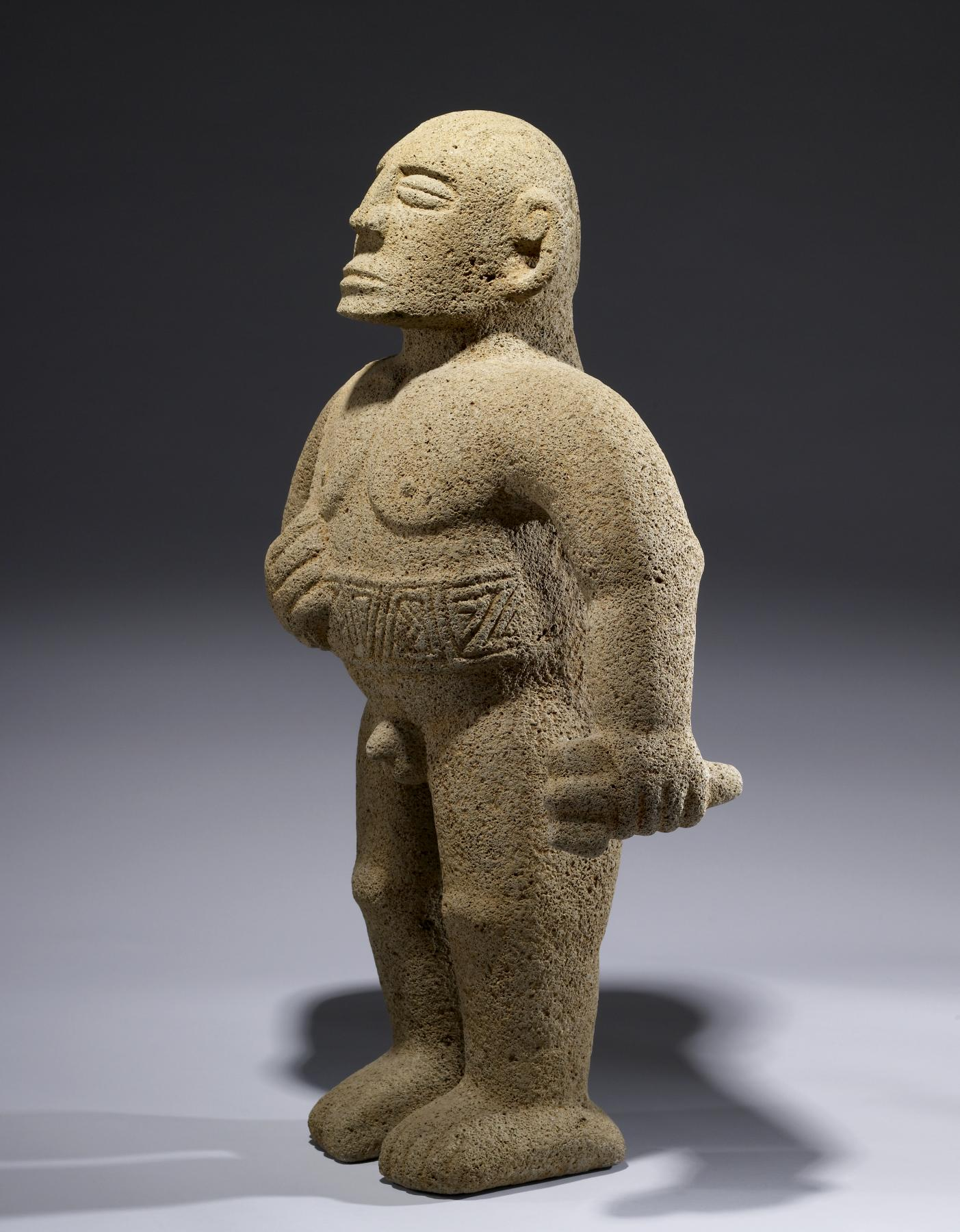
Guerrero con cabeza trofeo.
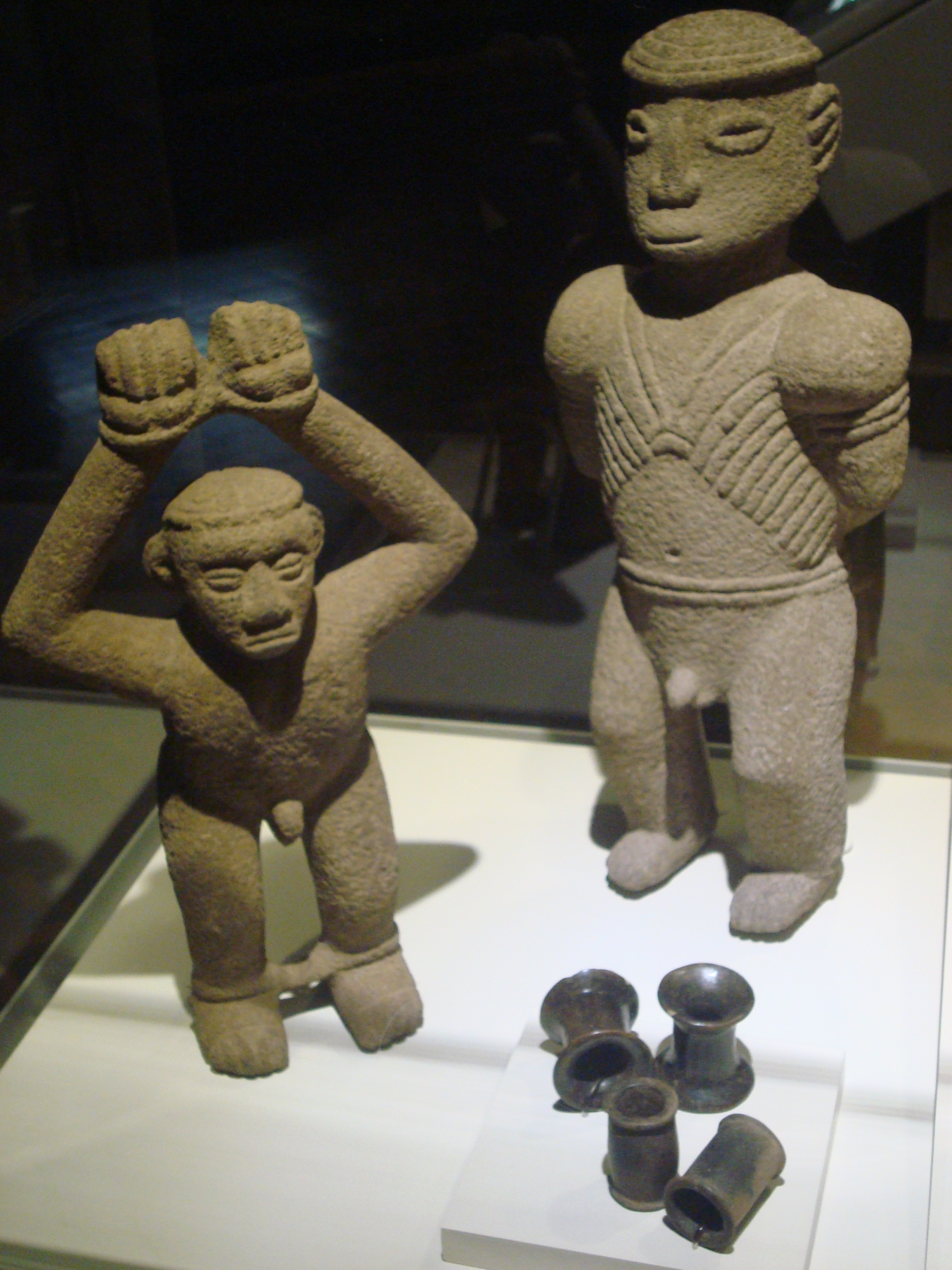
Guerrero con prisionero.
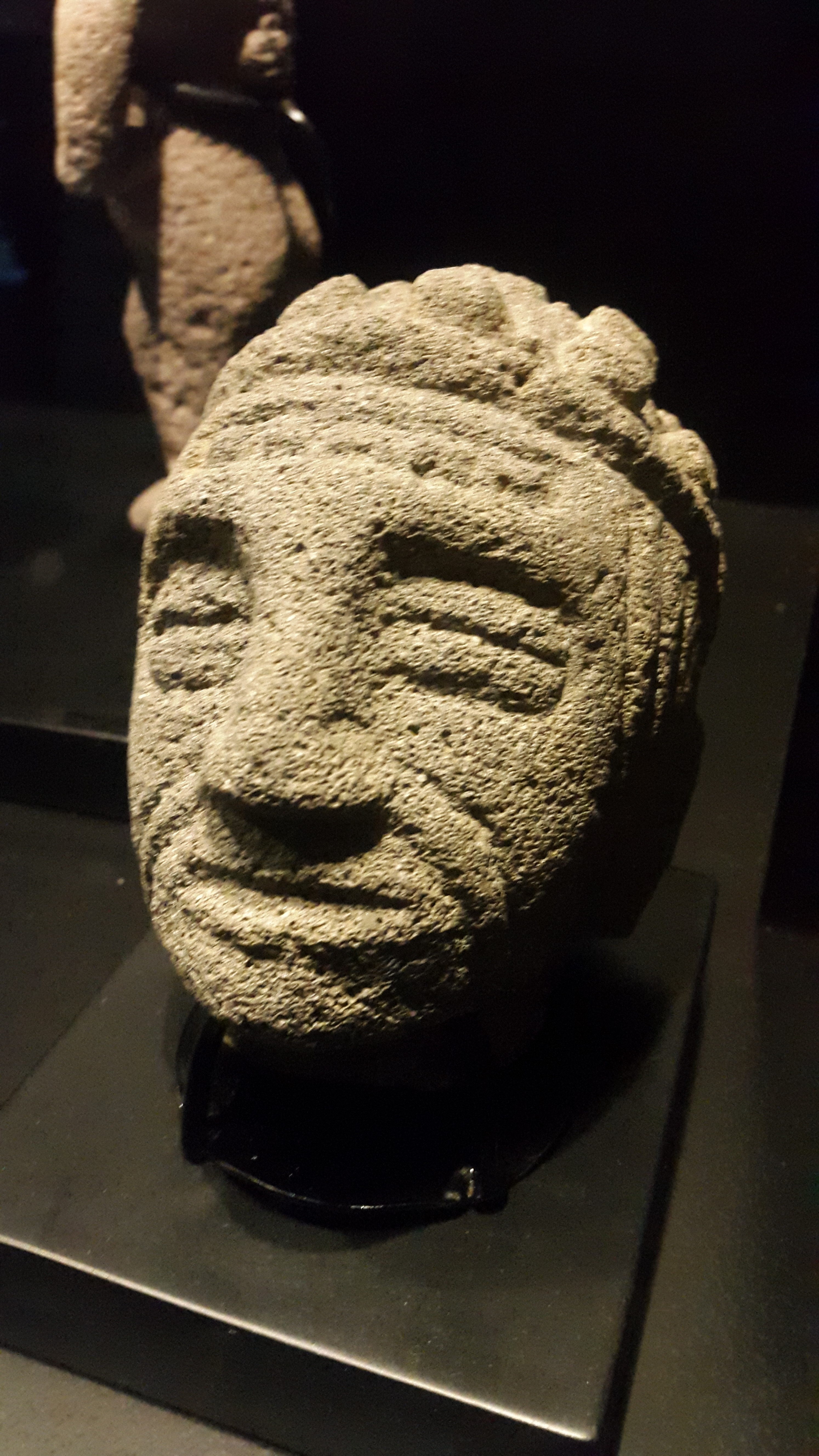
Cabeza-trofeo.
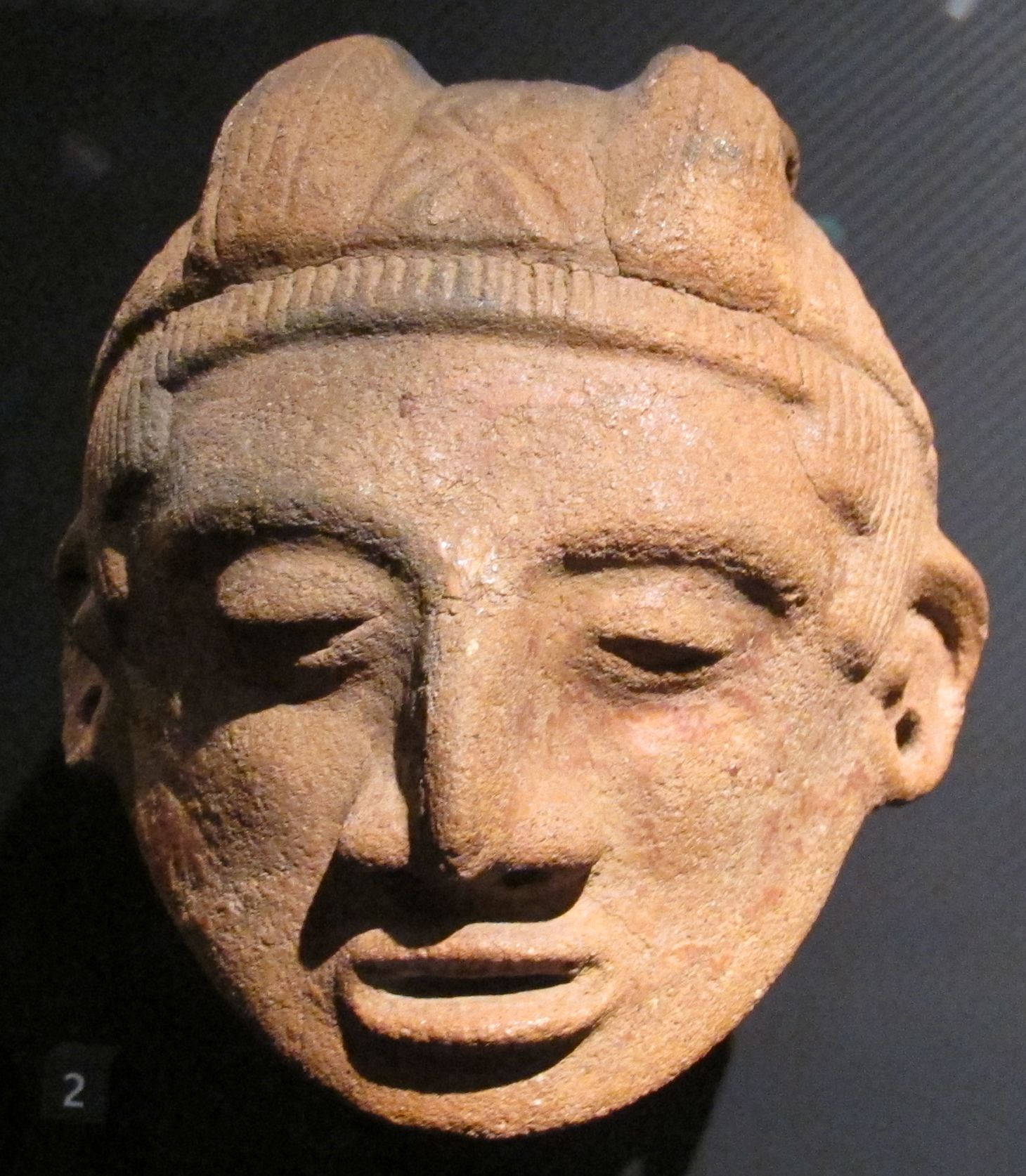
Cabeza-trofeo.
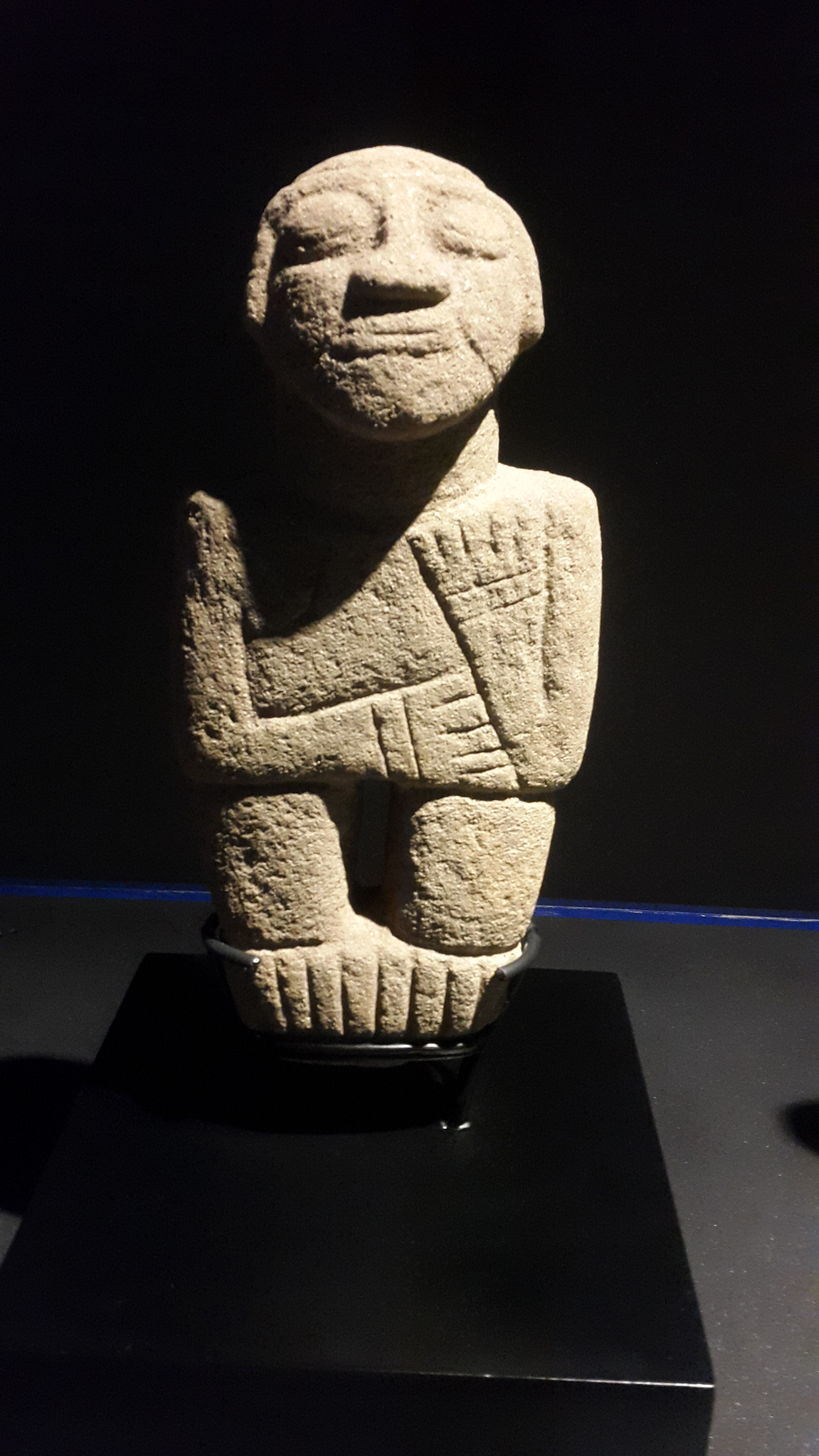
Estatua con base de espiga.
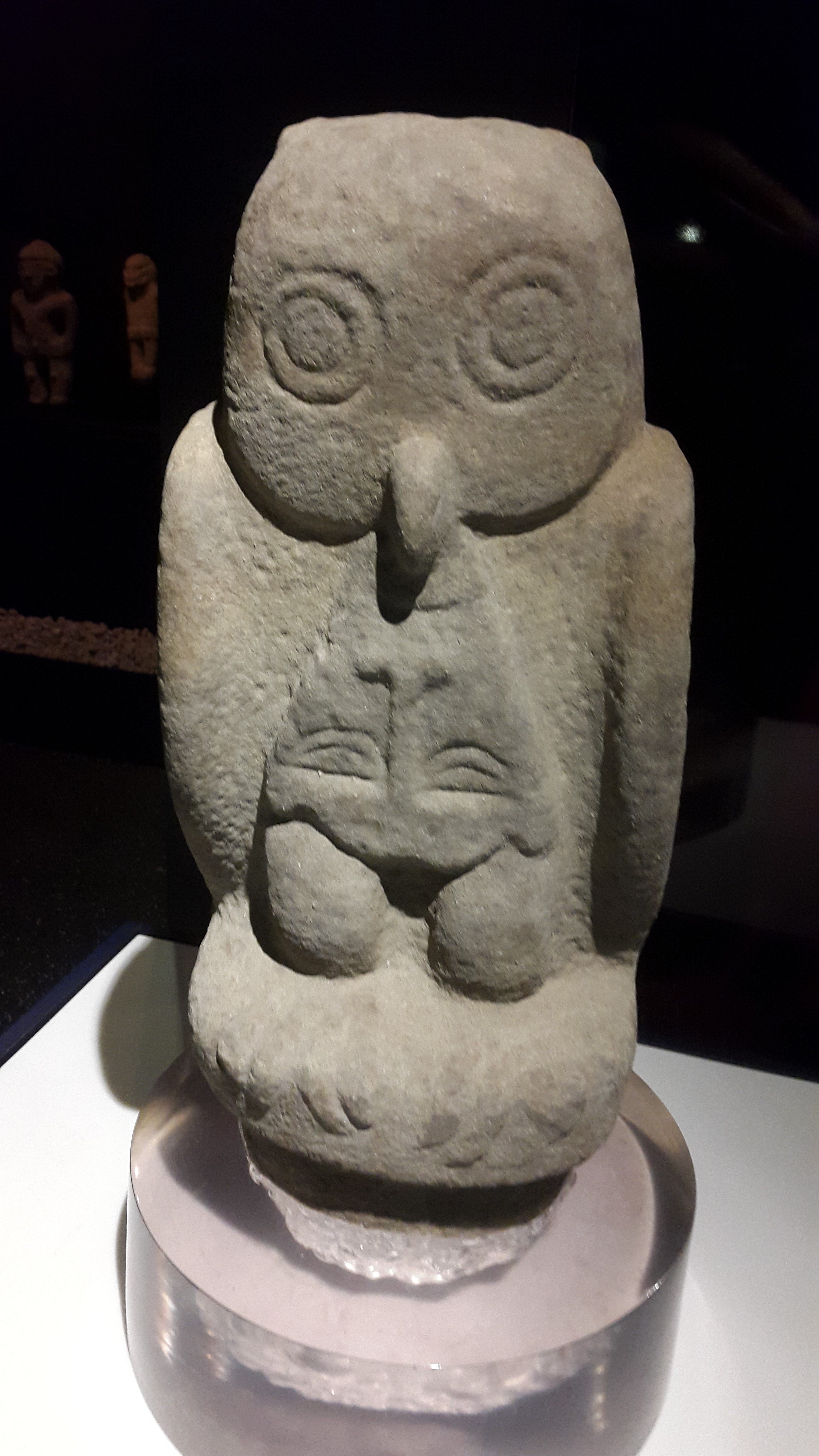
Gran búho de piedra.
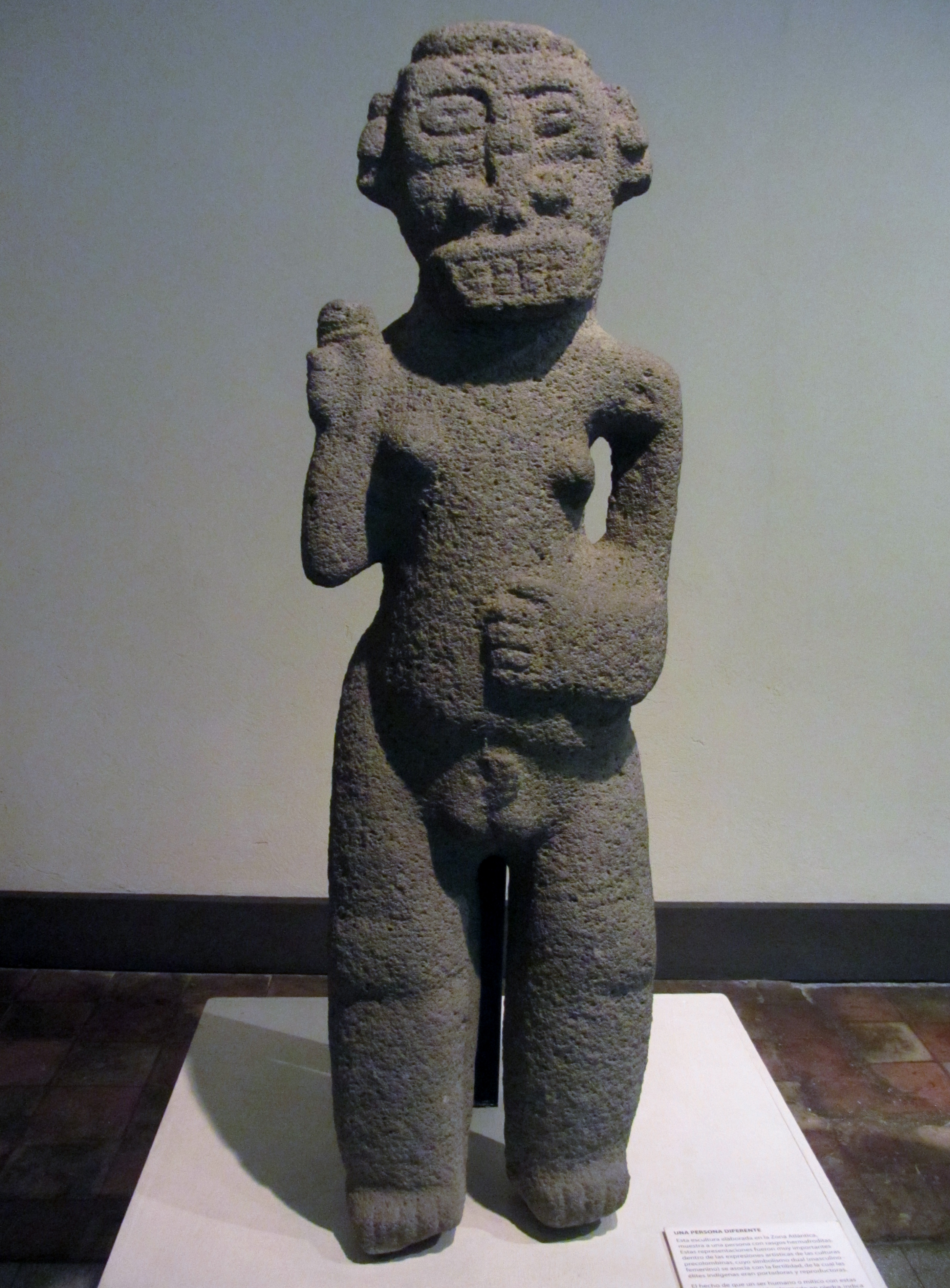
Guerrero hermafrodita.
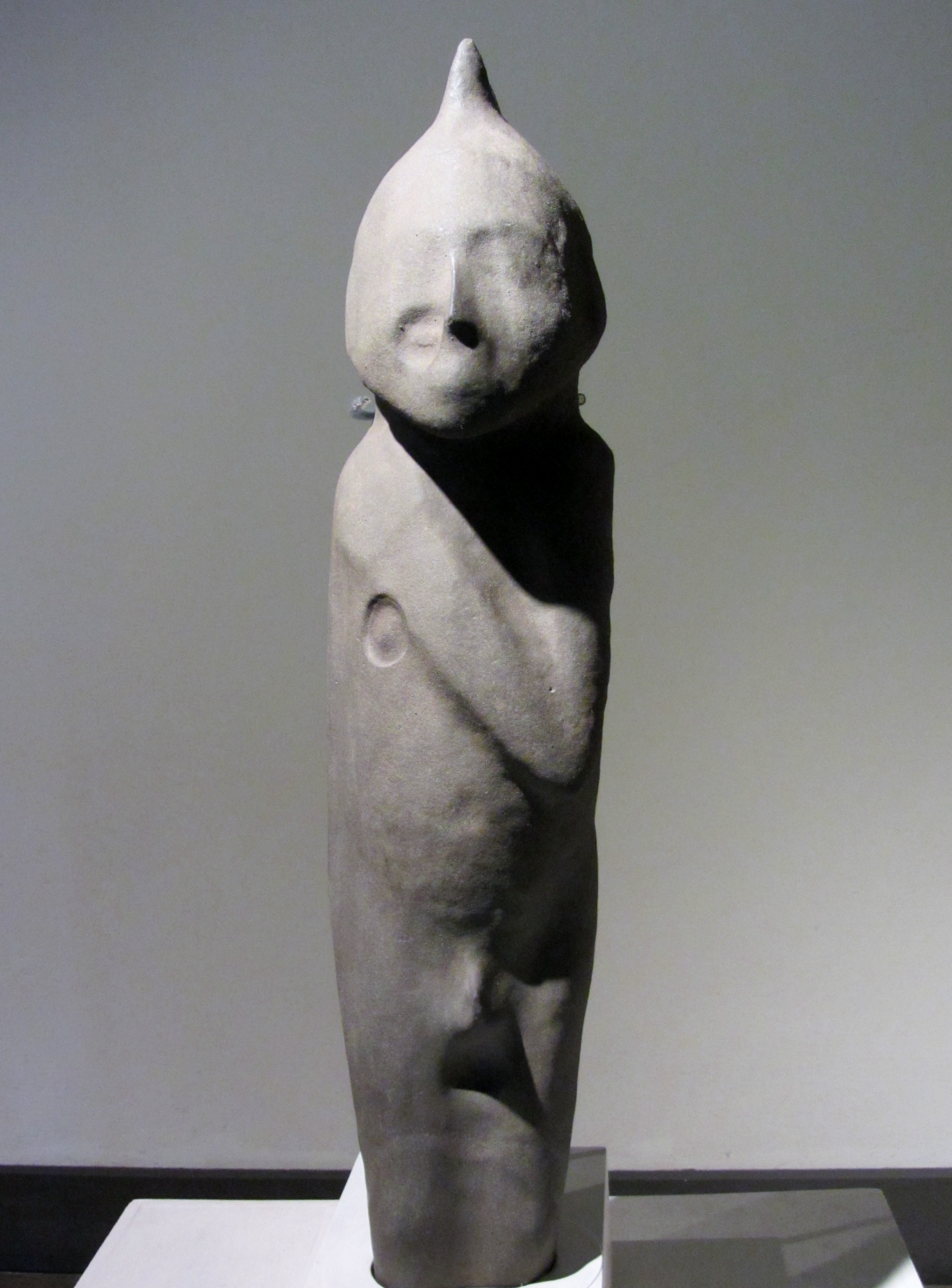
Escultura del Diquís.

En la región Central Atlántica, el metate trípode de panel colgante se distingue como una manifestación cultural única y distintiva de las culturas prehispánicas de Costa Rica. Generalmente trípodes, presenta distintas representaciones simbólicas asociadas a la agricultura, la religión y el dominio de las sociedades indígenas unas sobre otras. Se elaboraron mediante abrasión y pulido, y su uso fue estrictamente ceremonial. La estatuaria fue abundante, destacándose especialmente los guerreros con cabezas-trofeo.
La cultura de Diquís elaboró gran cantidad de estatuas, algunas de ellas monumentales, caracterizadas por su base en forma de espiga, para colocarlas delante de los templos o casas principales. También elaboraron metates de plato ovalado, tetrápodes, con cabezas de jaguares, así como esculturas de animales como el búho, el murciélago y el cocodrilo.
La manifestación artística por excelencia de la escultura precolombina costarricense son las esferas de piedra. Procedentes en su mayoría de la región del Diquís, son megalitos de gabro o granodiorita, datados entre 300 a. C. y 300 d. C. Se han encontrado hasta 200 piezas de distinto tamaño (de pocos centímetros hasta 2.5 m de diámetro) en 34 sitios arqueológicos de todo el país. Fabricadas con técnicas de abrasión e instrumentos de piedra, aunque aún no se tiene claro del todo cómo se elaboraron. Se les ha atribuido distintos significados a través del tiempo: símbolos de rango, marcadores territoriales, jardines astronómicos, ayudas de memoria, sin faltar las teorías esotéricas, sobrenaturales y atribución a extraterrestres. La hipótesis más reciente, elaborada mediante reconstrucción etnohistórica, apunta a un significado mítico religioso, asociada con el dios del trueno Tlachque y los dioses del viento y los huracanes (serkes) de la mitología talamanqueña.
Las esferas de piedra se consideran un hito del pasado prehispánico costarricense en general, y de la escultura precolombina en particular. Su síntesis formal, la concepción de la esfera como motivo artístico, denota un grado de madurez plástico único en el continente. Por esto, se les considera símbolos nacionales de Costa Rica y han sido declaradas Patrimonio de la Humanidad por la UNESCO.

### Periodo colonial: los maestros imagineros
Durante el periodo colonial, el arte escultórico estuvo centrado básicamente en el tema religioso. Es en los talleres de imaginería que surgirán los primeros maestros escultores, que serán los precursores de la escultura contemporánea costarricense. Este hecho es significativo: la escultura nacional será producto de los talleres de imaginería y no de la Academia de Bellas Artes, que no se fundará hasta 1897.
La imaginería costarricense recibió mucha influencia de la escuela de imaginería guatemalteca. Al menos desde finales del siglo xviii (1700), existía ya en Costa Rica una tradición escultórica en la imaginería religiosa. No obstante, la mayoría de los maestros imagineros realizaron su obra de forma anónima, dado que ésta se tomó como un servicio hacia la Iglesia Católica. La importancia de la imaginería religiosa costarricense se acrecienta si se toma en cuenta que cada templo debía tener, al menos, seis imágenes básicas (Cristo crucificado, Cristo yacente, el santo patrono, la Virgen María, el Nazareno y el San Juan), lo que aumentaba la demanda de esculturas, más si se toma en cuenta el número cada vez creciente de parroquias.
Los maestros imagineros costarricenses más conocidos son aquellos que desarrollaron su trabajo en el siglo xix. Muchos de ellos fueron, a su vez, maestros de los que posteriormente serían los primeros escultores laicos del país. Entre los imagineros, destacan los nombres de Mercedes Guillén, Ramón Ramírez Guillén, Serapio Ramos, Manuel Rodríguez Cruz, Fadrique Gutiérrez, Ramón Ramírez Solano, Miguel Ramos Chacón, Juan Mora González, José Valerio Argüello, José Dolores Zamora Zamora, conocido como Zamora el Viejo, Pedro Pérez Molina, Lisímaco Chavarría, Alfredo Jiménez y Manuel María Zúñiga.

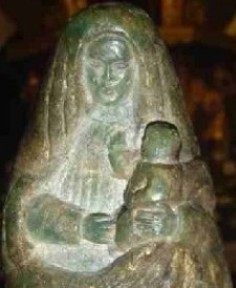
Escultura de la Virgen de los Ángeles, aleación de jade, grafito y andesita. Hacia 1660.

Manuel Rodríguez Cruz está reconocido como el más grande maestro imaginero costarricense del siglo xix, así como uno de los primeros escultores reconocibles de la plástica costarricense. Logró dar a su obra un carácter personal, que devino en un sello propio. Sus obras reflejan gran manejo del material, simetría anatómica y expresividad. Su obra más conocida es la imagen del Cristo yacente que se encuentra en la Catedral Metropolitana de San José, la cual se ha considerado una verdadera obra maestra de la imaginería nacional. Es el maestro imaginero más renombrado y citado en obras especializadas. Su obra se considera de gran valor histórico y cultural.
Fadrique Gutiérrez fue una figura de tintes casi legendarios. Se le considera el pionero de la escultura contemporánea costarricense, aunque su obra más conocida no es una escultura sino un edificio: El Fortín, icónico edificio de estilo colonial ubicado en la ciudad de Heredia. Fue el primero en utilizar la piedra como materia prima, esculpió el primer desnudo del arte escultórico costarricense y, aunque iniciado en el arte religioso, esculpió las primeras esculturas de temática laica. En su trabajo combinó técnicas tradicionales de la imaginería colonial con temas profanos y la piedra como material de trabajo, demostrando su proceso de evolución estilística y laicalización.
Juan Mora González fue uno de los primeros artistas en hacer la transición entre el arte religioso de tradición colonial y la escultura laica. Su obra se destaca debido a que utilizó las técnicas artesanales de la imaginería religiosa para esculpir retratos particulares, lo que le dio a su arte un estilo distintivo. Sus bustos son imágenes de medio cuerpo, frontales, cuya estructura recuerda a las imágenes religiosas, por lo que se descubre en ellas algunas características del arte religioso, como la policromía y la colocación de ojos de vidrio para darles realismo. Utilizó la talla directa en madera, dejando el color natural del material, demostrándose una evolución de su técnica escultórica. Las obras se distinguen porque presentan las propias fisonomías de los representados.
Manuel María Zúñiga, nieto de Manuel Rodríguez Cruz, ha sido reconocido como el principal maestro imaginero costarricense del siglo xx, y maestro de grandes escultores nacionales como su hijo Francisco Zúñiga y Juan Manuel Sánchez Barrantes. Autodidacta, se le considera uno de los padres de la escultura nacional, con una participación decisiva en los movimientos escultóricos de Costa Rica, tanto en la escultura religiosa como laica. Cuenta con una vasta obra de más de 2.000 esculturas, la mayoría arte religioso. El estilo de su trabajo tiene influencia europea neoclásica, propia de finales del siglo xix, y del barroco español del siglo XVIII. Su obra más conocida es el Cristo Agonizante ubicado en la Iglesia de La Merced, en San José, imagen en la que utilizó como modelo una pintura de sí mismo desnudo y atado a una cruz. Nuevo de sus hijos se dedicarán a la escultura, entre los que destacarán Francisco, Edgar y Franklin Zúñiga.

### La escultura académica en la Costa Rica liberal
Hacia finales del siglo xix, la exportación del café a Inglaterra permitió la consolidación de una burguesía acomodada, de ideología liberal y progresista. Esta oligarquía cafetalera estaba interesada en la afirmación de una identidad nacional a semejanza de Europa, por lo que se interesó en la adquisición de obras de arte de estilo académico, producidas por un grupo de artistas europeos que se radicaron en el país. En el campo de la escultura, promovieron la creación de monumentos y obras escultóricas que enarbolaran esa ideología y promovieran el nacionalismo costarricense, por lo que en el sentido estricto no puede considerarse arte costarricense ni por forma, concepto ni temática.
En 1891, fue inaugurado en Alajuela el monumento al héroe nacional Juan Santamaría, muerto durante la Batalla de Rivas el 11 de abril de 1856, incendiando un mesón donde se habían ocultado los filibusteros de William Walker, en medio de la Campaña Nacional de 1856-1857. Obra del escultor francés Aristide Croisy, la escultura, fabricada en bronce, representa a un soldado de etnia mulata vestido de militar que lleva una tea en su mano y un rifle en la otra, en actitud de avanzar en forma decidida, levantado sobre un zócalo de granito rectangular, en cuyos lados se pueden observar grabados con escenas de la Batalla de Rivas.
Cuatro años después, en 1895, se inauguró el Monumento Nacional de Costa Rica, el que actualmente se considera el más importante del país por su significado, obra del francés Louis Carrier Belleuse. Erigido en bronce sobre un pedestal de granito en el Parque Central de San José, la escultura representa a las cinco repúblicas centroamericanas en forma de mujeres que, encabezadas por Costa Rica, expulsan a dos soldados que representan a los filibusteros. Cuatro bajorrelieves en el pedestal recuerdan importantes hechos de la Campaña Nacional: la batalla de Santa Rosa, la batalla de Rivas, la toma del río San Juan y al Presidente Juan Rafael Mora Porras rodeado de sus generales.
En 1897, se inauguró en San José el Teatro Nacional de Costa Rica, joya arquitectónica de la época que ha persistido con esta categoría hasta la actualidad. El inmueble, un imponente edificio de arquitectura historicista con adornos renacentistas y barrocos, posee importantes obras de arte de artistas nacionales y extranjeros, destacándose una serie de esculturas entre las que se encuentran obras de los artistas italianos Pietro Bulgarelli, Pietro Capurro y Adriático Foli, que se utilizaron para adornar el frontón y el vestíbulo del teatro. También se elaboraron una serie de lámparas sostenidas por esculturas en mármol de cariátides que han sido atribuidas a Francisco Durinni, así como unas serie esculturas de autor desconocido que adornan paredes, escalinatas y columnas. Ese mismo año, el pintor español radicado en Costa Rica Tomás Povedano fundó la Academia de Bellas Artes de Costa Rica, no obstante, los primeros escultores laicos del país no surgirían de esta academia.
Juan Ramón Bonilla es considerado el primer gran representante histórico de la escultura de Costa Rica y el principal representante de la escultura académica en Costa Rica. Estudió en la Academia de Bellas Artes de Carrara y el Instituto de Bellas Artes de Roma, Italia. Fue el primer escultor costarricense en exponer en Europa, donde obtuvo buena opinión de la crítica. Tuvo la oportunidad de codearse con un selecto grupo de escultores europeos, permitiéndole alcanzar un gran nivel que le valió la admiración de la crítica europea y costarricense. Su obra más celebrada, Los héroes de la miseria, esculpida en mármol de Carrara, se expone en el vestíbulo del Teatro Nacional de Costa Rica. Ha sido considerado el primer escultor laico, apartado de la escultura de imágenes religiosas, y el primer escultor profesional costarricense, dado que la mayoría de sus obras fueron pagadas por particulares. Casi toda la obra de Bonilla consiste en una serie de bustos y retratos de factura académica, con un modelado influenciado por el estilo de Rodin.

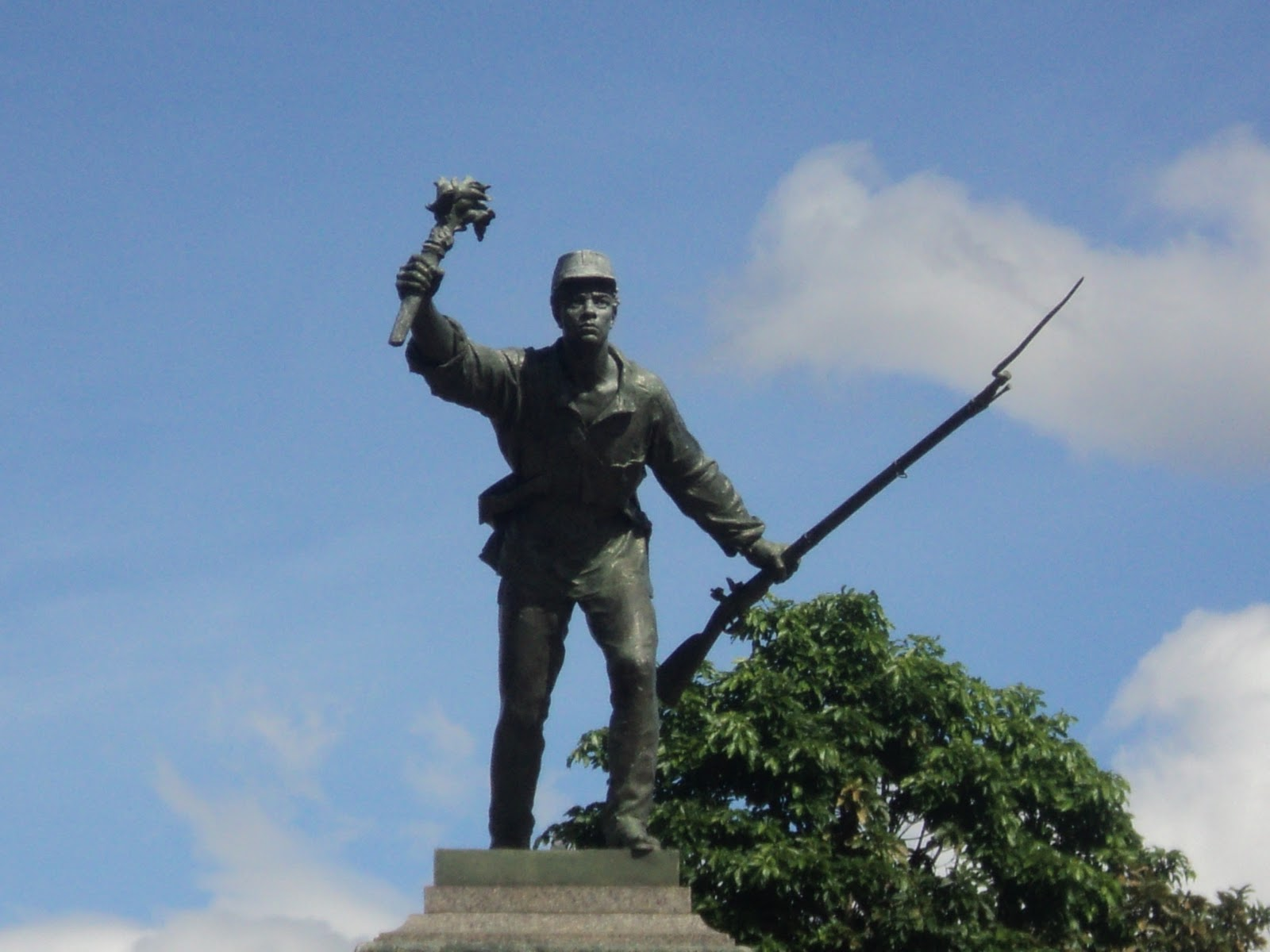
Monumento a Juan Santamaría, de Aristide Croisy
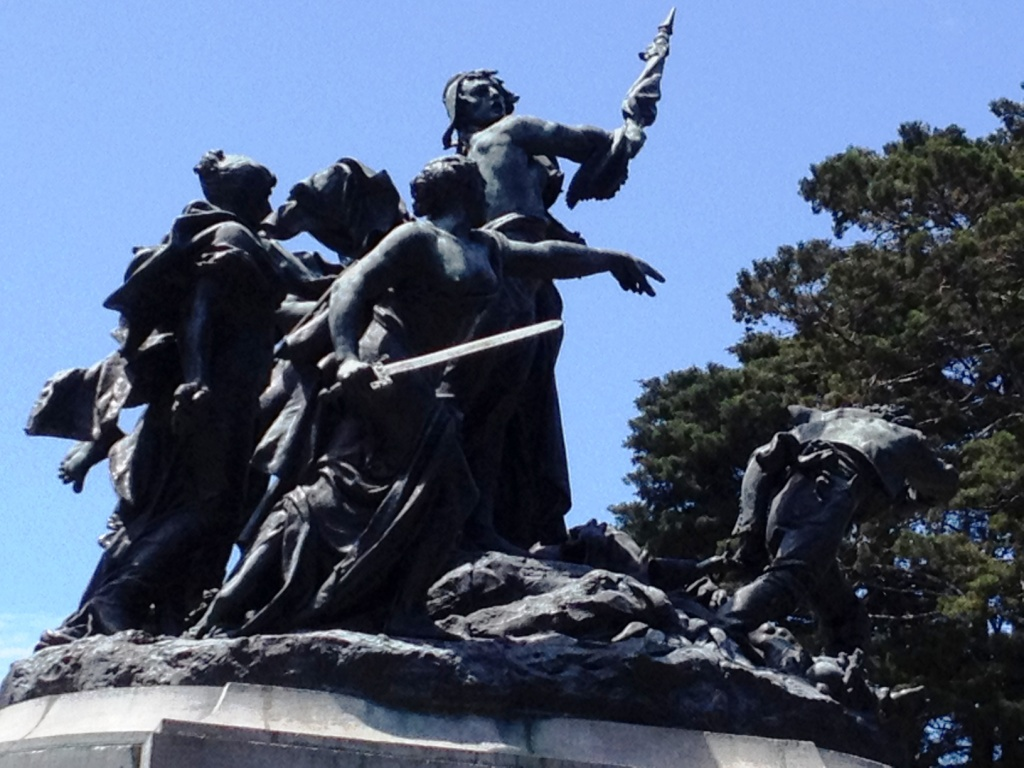
Monumento Nacional de Costa Rica, por Louis Carrier Belleuse
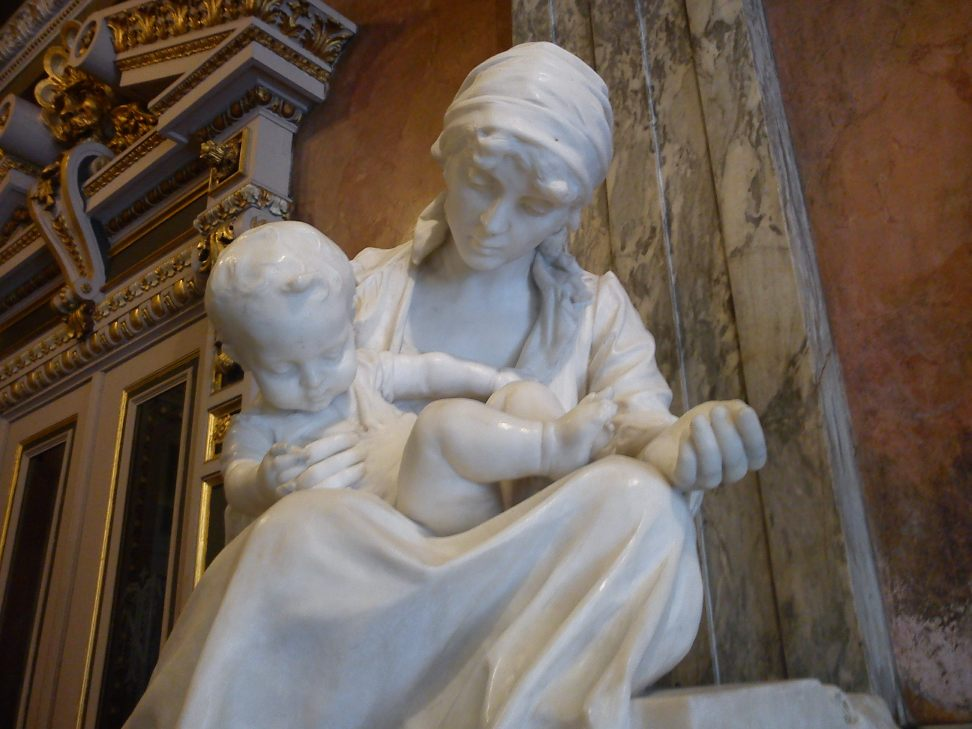
Los héroes de la miseria, de Juan Ramón Bonilla
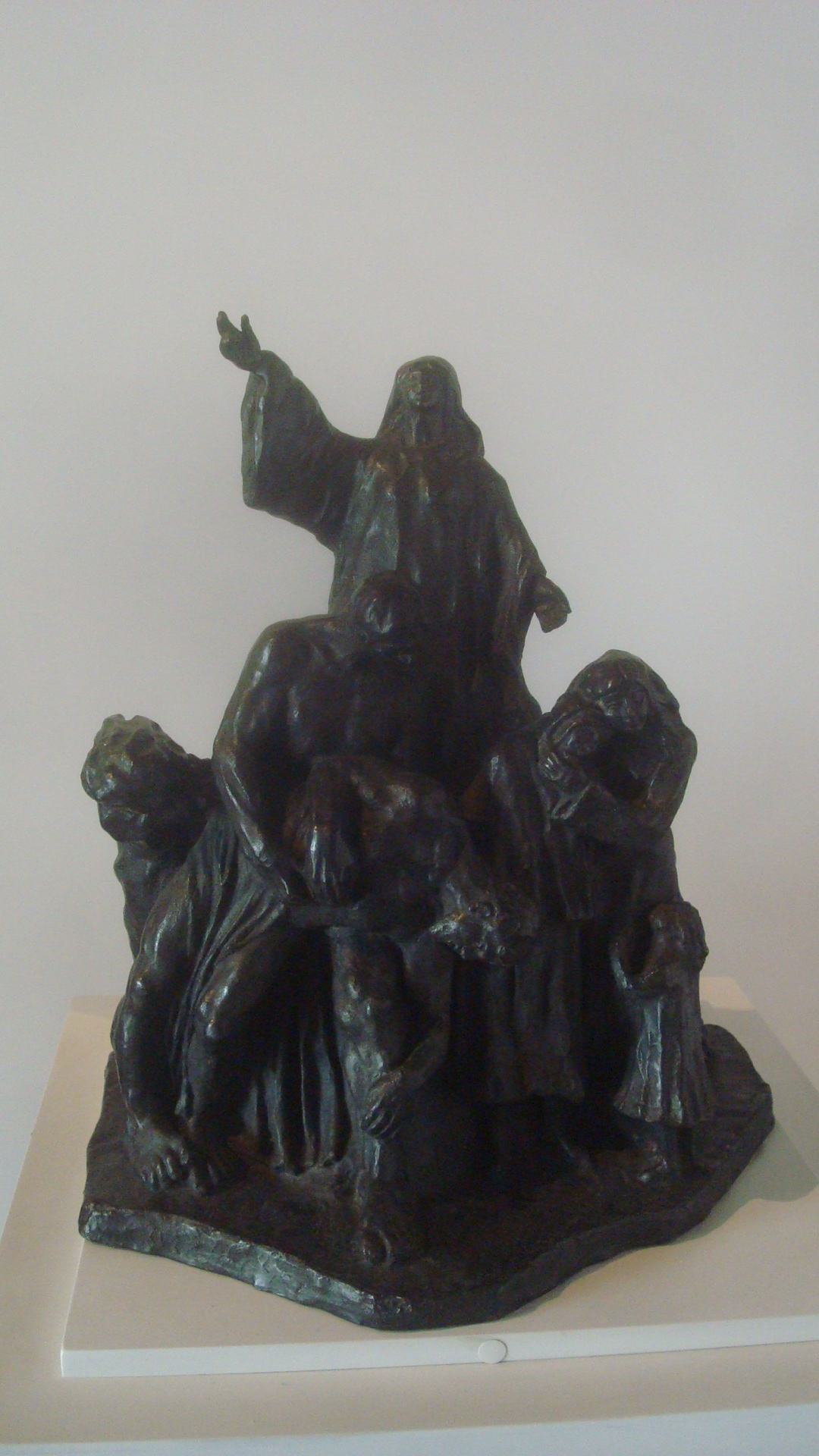
Supervivencia, de Juan Ramón Bonilla

Juan Rafael Chacón es uno de los pioneros de la escultura laica en Costa Rica. Iniciado en los talleres de imaginería, fue uno de los primeros artistas en realizar el cambio del arte religioso al arte laico. Fue escultor académico, viajó por Francia y España, donde trabajó y estuvo en contacto con la escultura de artistas de esos países. Su obra es muy vasta y ha sido calificada de ecléctica. Entre sus principales esculturas están los monumentos a los doctores Ricardo Moreno Cañas y Clodomiro Picado. En su escultura profana, produjo una gran cantidad de desnudos y le prestó mucha atención al tema de la maternidad, además de producir gran cantidad de miniaturas, en la que destaca una escultura de Fabián Dobles tocando el piano. En lo que se refiere a la figura humana, su arte se caracterizó por la escultura de la forma femenina en forma de cuerpos alargados, en la posición de pie y descansando el cuerpo sobre uno de los pies. La talla muestra gran equilibrio natural, con las extremidades superiores insinuando movimientos femeninos y reposados. Los rostros son generalmente dulces, sin gestos violentos y miran hacia abajo. En 1930, en contacto con los artistas de la Nueva Sensibilidad, incursionó en la temática campesina, y más tardíamente, realizó obras que rozaron el abstraccionismo.

### La Generación Nacionalista
En 1924, un grupo de jóvenes artistas pintores y escultores se reunieron para formar el denominado Círculo de Amigos del Arte. Este incluyó artistas como Francisco Zúñiga, Francisco Amighetti, Juan Manuel Sánchez Barrantes, Teodorico Quirós, Néstor Zeledón Varela, Carlos Salazar Herrera, Fausto Pacheco y Manuel de la Cruz González. Este grupo estaba influenciado por las corrientes vanguardistas latinoamericanas que abogaban por el nacionalismo, la creación de un arte plástico propio que se identificara con el país, lejos de los cánones de belleza europeos y de la tradición académica. Esta generación, llamada Generación Nacionalista, Generación de los Treinta o Nueva Sensibilidad, se caracterizó por un volver la utilización de materiales autóctonos, como la piedra volcánica o la madera, en lugar del mármol, y por preferir temas vernáculos o la animalística como motivos para las esculturas. También hay que agregar que la fundición de obras en bronce o su elaboración en mármol era una empresa de costos muy elevados para la realidad nacional de la época. A este grupo se sumó posteriormente Juan Rafael Chacón, escultor académico, cuyo arte experimentó un cambio estilístico que lo acercó a los artistas de esta generación, convirtiéndose en un eslabón entre las dos tendencias.
Destaca el hecho de que los más grande escultores de esta generación surgieron del taller imaginero y no de la Academia. Tanto Juan Manuel Sánchez como Néstor Zeledón Varela fueron, junto a Francisco Zúñiga, discípulos del padre del último, Manuel María Zúñiga, quien fuera maestro imaginero. Durante su estancia en este taller es que surgirá entre ellos la inquietud de cuestionar la tradición académica imperante.
Juan Manuel Sánchez Barrantes será el ideólogo de este cambio, pues fue el primero en romper los cánones de la escultura academicista y la imaginería religiosa, e incluso sus obras tardías con motivo religioso distan mucho de lo tradicional. Habiendo practicado el arte religioso y académico, se volcará de lleno en el arte laico a partir de los treinta años de edad. Esculpió obras en madera, piedra y latón, utilizando como temas la animalística y el pasado indígena. El retrato femenino, reflejado en las esculturas alrededor de la figura de su esposa Berta Solano, será un tema constante de su obra. Una característica de la obra de Sánchez será su respeto por la forma original del material utilizado (piedra o madera): hay una mínima alteración de la forma original del material, creando líneas profundas en la superficie y acomodando al animal a la forma del bloque, siguiendo las pautas del arte precolombino. En la actualidad, la vasta producción escultórica de Juan Manuel Sánchez es de las más importantes de Costa Rica. Tras su muerte, su esposa donó sus obras al Museo de Arte Costarricense para que estuvieran al alcance de todo el pueblo.
Francisco Zúñiga será no solo uno de los más importantes artistas costarricenses, sino uno de los más grandes escultores del siglo xx. Formado inicialmente en el taller imaginero de su padre, y tras un corto y frustrante paso por la Academia de Bellas Artes, se desligará del arte religioso y abrazará el tema del indigenismo y la figura femenina como temática favorita, con la que llegará a desarrollar un estilo artístico único y reconocible. Zúñiga fue el artista más destacado de las exposiciones artísticas realizadas en el país entre 1927 y 1934. Luego de una polémica por habérsele otorgado el primer premio a su obra Maternidad (granito, talla directa), de marcado acento vanguardista, en un concurso en 1935, se trasladará a México al año siguiente, donde su paso por la prestigiosa escuela de escultura de La Esmeralda le permitirá explotar todo su talento. En México realizará la mayoría de su trabajo artístico, y sus obras llegarán a exhibirse en múltiples países, siendo luego reconocido como uno de los más grandes maestros escultores del siglo xx. La tradición indígena le ofreció variedad de temas y formas volumétricas. Siete de sus obras escultóricas monumentales se hallan en Costa Rica: La Maternidad (1935, Hospital de la Mujer), Monumento al Agricultor y Mujeres caminando (1974, ambas en el Museo de Arte Costarricense), Yalalteca (1981, Edificio de Correos y Telégrafos en San José), Monumento al Dr. Rafael Ángel Calderón Guardia (1974, Plaza de las Garantías Sociales frente a la Caja Costarricense del Seguro Social), Evelia con batón (1978, en el Centro Nacional de la Cultura) y La familia (1978, Instituto Nacional de Seguros). Hay monumentos suyos en jardines y parques de México, Japón, El Salvador, Filipinas, Ecuador, Argentina, Estados Unidos y Costa Rica.

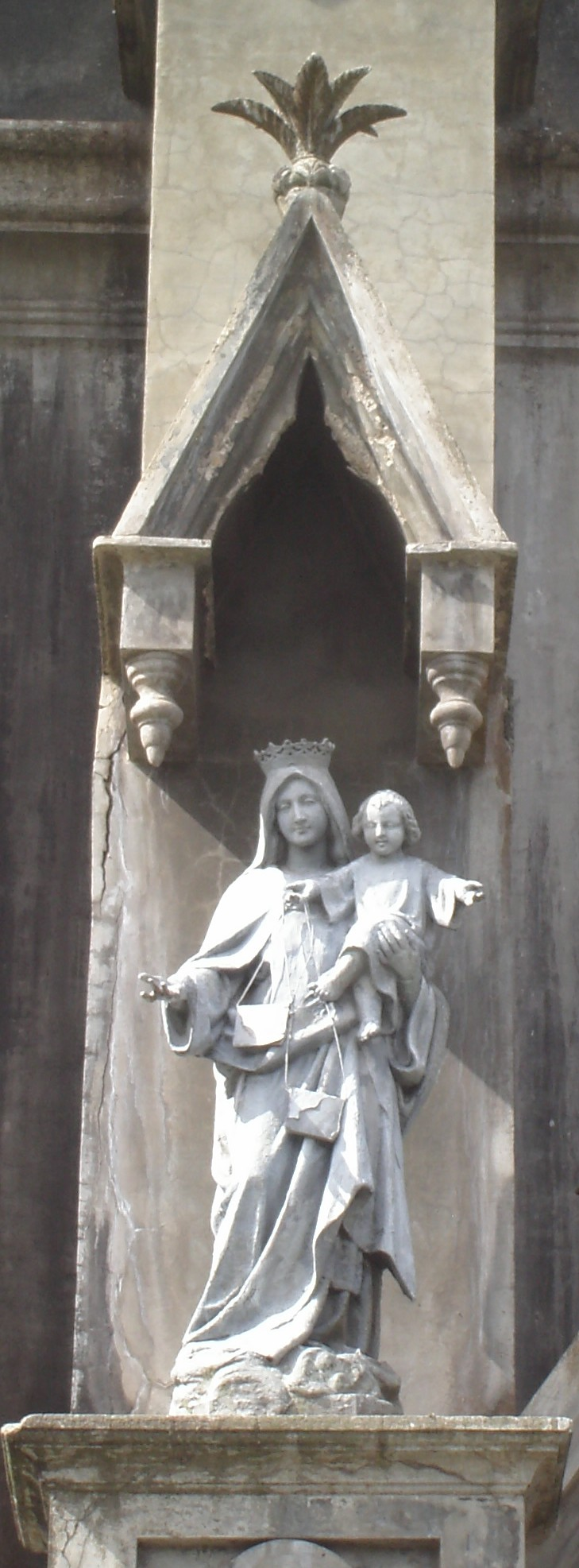
Escultura en la Parroquia San Isidro Labrador.

Néstor Zeledón Varela completa la tríada de los tres grandes escultores costarricenses de la Generación nacionalista. Se destacó por el tema de la animalística, tanto en piedra como en madera, en la cual realizó una vasta creación. También se preocupó para preservar la escultura lítica, permitiendo que no se perdiese la técnica escultórica heredada del pasado prehispánico. Entre sus obras talladas en piedra destaca el Monumento al sabanero, ubicado en Liberia, Guanacaste, así como varias esculturas que decoran la Parroquia San Isidro Labrador.
El aporte de la Generación de los Treinta fue fundamental para el desarrollo ulterior de la escultura costarricense, pues se preocuparon por captar la esencia americana y nacional acudiendo a un eclecticismo de estilos, para superar el anquilosamiento académico y la estrechez aldeana del país. Es por eso que después de 1950, con la Guerra civil de 1948 y la formación de un nuevo modelo de Estado, la nueva clase gobernante adoptó la estética escultórica novoamericanista o nacionalista como oficial, en detrimento de algunos artistas que comulgaban con el arte académico. Entre estos artistas se pueden mencionar:
Víctor Manuel Bermúdez Sánchez (Heredia, 1905-2001), formado en la Academia de Bellas Artes, por lo que tuvo enseñanza académica. Trabajó como artesano e imaginero. Sus temas incluyen el campesino, casas, tranqueras, animales y la figura humana. En el arte sacro encontró gran cantidad de sus motivos. Su fecunda obra escultórica y pictórica forma parte de museos y de colecciones privadas. Ganó el premio nacional de Cultura Popular del Ministerio de Cultura de Costa Rica en 1994.
Ángela Pacheco Zamora (San José, 1893-1979), quien fue la primera mujer en ejercer la escultura de forma profesional en la historia del país, siendo también la primera en estudiar en el exterior (España). Realizó principalmente bustos de personajes públicos (Ricardo Moreno Cañas, Rafael Yglesias Castro, Juan Rudin y Max Jiménez), así como de particulares. Se dedicó también a la enseñanza universitaria y fue férrea defensora del arte académico tradicional.
John Portuguez (San José, 1909-1999) fue escultor académico, formado en la Escuela de Bellas Artes de Tomás Povedano y luego en Italia. Fue uno de los más enconados rivales de los escultores de la Nueva Sensibilidad en las exposiciones de artes plásticas organizadas por el Diario de Costa Rica en los años 1930. Dirigió la Escuela de Bellas Artes, siendo responsable de la formación de gran cantidad de escultores nacionales, y realizó buena cantidad de obra pública luego de 1950.

### El arte abstracto en la escultura costarricense
Durante la Segunda Guerra Mundial y el periodo de postguerra, las artes visuales costarricenses acusaron un periodo de poca actividad. No es sino hasta 1960, con la introducción tardía del arte abstracto tanto en la pintura como en la escultura. Las primeras obras escultóricas influenciadas por el abstraccionismo fueron murales en relieve realizados por el pintor costarricense Manuel de la Cruz González (Mural en el antiguo Banco Anglo Costarricense, actual Ministerio de Hacienda) y el escultor y joyero francés Louis Feron (Mural alegórico a la Historia de Costa Rica, Salón Dorado del Aeropuerto Internacional El Coco, hoy Museo de Arte Costarricense).

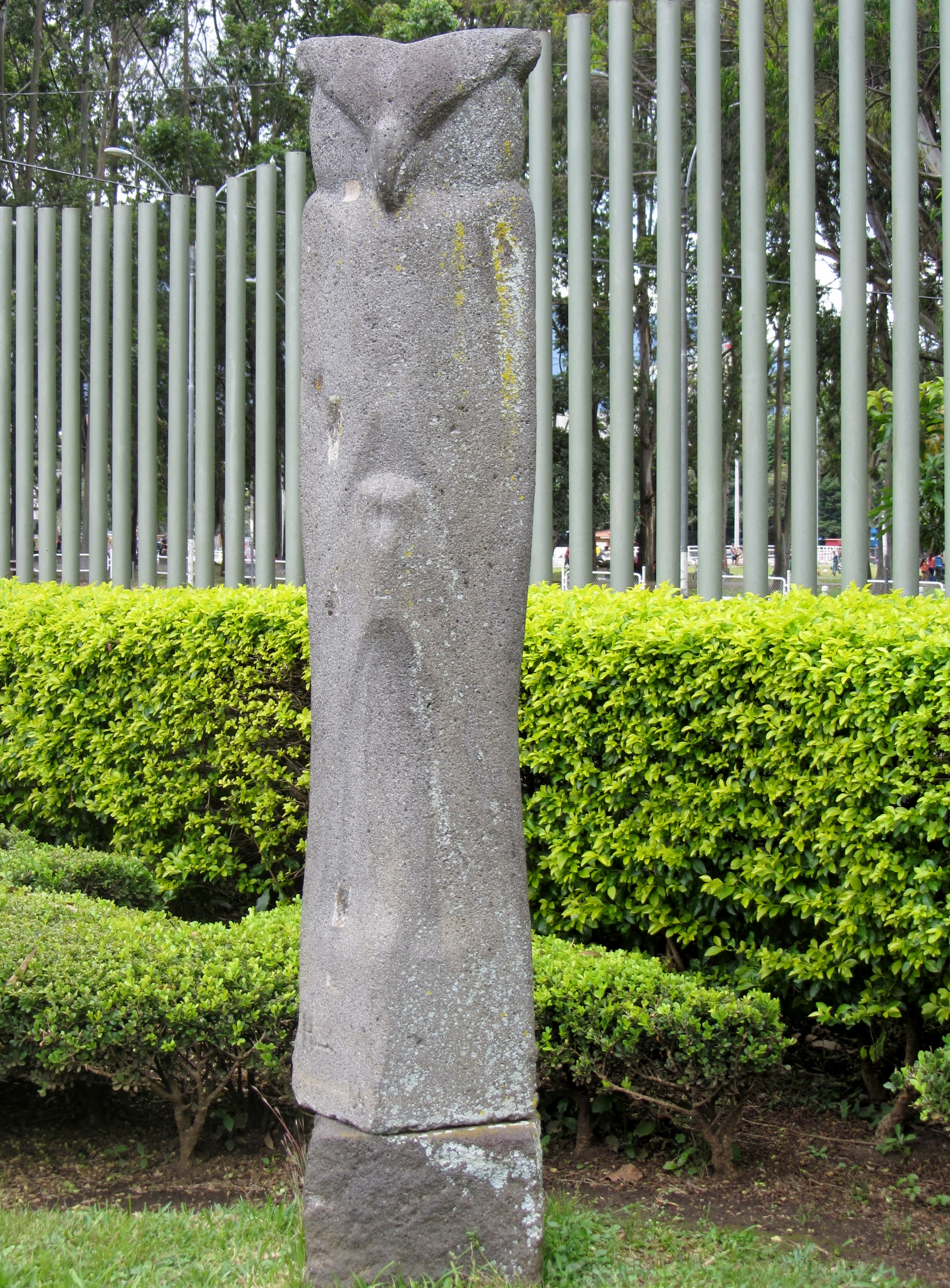
Búho hechicero, de Hernán González.

Uno de los precursores del arte abstracto nacional fue Max Jiménez. Escritor, pintor y escultor, en contacto directo con las corrientes vanguardistas de Europa, la obra visual de Jiménez privó en torno a la volumetría de las figuras femeninas, con tendencia a la deformación y el quebrantamiento de formas y proporciones. Utilizó la talla directa en piedra volcánica, granito y madera. Siendo contemporáneo de los escultores de la Nueva Sensibilidad, preocupados por la formación de un arte nacionalista, Jiménez reproducía modelos de estilo europeo, pero aplicando en ellos su propio estilo personal.
El cambio fundamental surgió con la formación del Grupo Ocho, compuesto por ocho artistas costarricenses: los pintores Luis Daell, Harold Fonseca, Rafael Ángel García, Manuel de la Cruz González, Guillermo Jiménez Sáenz y César Valverde Vega, y los escultores Hernán González Gutiérrez y Néstor Zeledón Guzmán. El objetivo de este grupo fue "llevar el arte al pueblo" y procurar "un proceso más intelectual en la obra de arte", aunque la aceptación del arte abstracto provocó una esperada protesta del público poco avisado, acostumbrado al arte académico.
Néstor Zeledón Guzmán, hijo de Néstor Zeledón Varela, formado en el taller imaginero de su padre, se motivó en la figura femenina, con formas redondeadas y suaves, para volverse luego más orgánico y con una abstracción cada vez más definida en la década de 1970. Años después, da un giro radical en su escultura al elegir al campesino y al habitante de las costas como motivo principal, abandonando la abstracción por un lenguaje figurativo de acentos expresionistas y naturalistas. Fue ganador del Premio Nacional de Cultura Magón.
Hernán González Gutiérrez realizó una escultura de carácter monolítico, realizando tallas directas en piedra y madera. Se inspiró inicialmente en la animalística, pero su arte evolucionó luego hacia la síntesis de formas, siguiendo la forma original del material con el que trabajaba.

### Década de 1950: el arte indígena contemporáneo
Después de 1950, el arte precolombino y el tema indígena se volvieron cada vez más importantes en el ámbito plástico nacional, en una búsqueda de generar un arte auténticamente costarricense. La temática indígena en la escultura laica es sumamente notable, evidenciándose esto en un resurgimiento del arte indígena contemporáneo. Surgió una corriente que impulsaba la necesidad de volver al arte precolombino como fuente de inspiración, no solo en los materiales, sino en la estética y las concepciones plásticas.
Otro factor importante fue el reconocimiento de los pueblos y los derechos indígenas, lo cual contribuyó a una regeneración de su arte, plasmado principalmente en la escultura. En este contexto, surgen maestros como Ismael González González, indígena boruca y ganador del Premio Nacional de Cultura Popular 2002, que revitaliza la creación tradicional de máscaras en madera de balsa, utilizadas en la Fiesta de los Diablitos, las cuales logran gran reconocimiento internacional como piezas de artesanía representativas del país.

### La escultura contemporánea costarricense
A partir de 1960, el arte costarricense en general experimenta una serie de cambios que lo llevará a incorporarse a las corrientes contemporáneas del arte mundial. Aparecen diferentes corrientes de vanguardia, lo que conlleva la existencia de gran variedad de estilos. Entre los materiales, el uso de la piedra y la madera sigue manteniendo un espacio en la creación artísticas, aunque también se usan otros materiales como el bronce y otros metales, siliconas, resinas, plásticos, yeso, marmolina, hojalata, etc. Se forman dos vertientes: la naturalista, ligada a la tradición de esculpir en piedra y madera, que se renueva constantemente en su temática y estilo; y la vertiente abstracta o simbólico metafísica. En medio de ambas existe un abanico de posibilidades donde se mezclan diversos estilos, nuevos materiales, diferentes temáticas, estilizaciones, acentuación de la crítica social e instalaciones.
Por otra parte, la industrialización del gremio provocó un debilitamiento de las profesiones de imaginero y marmolero, dado que la masificación de las obras hizo que perdieran su carácter artístico. La mayoría de los talleres se basan o imitan la estética del arte religioso costarricense del primer tercio del siglo XX. De todas formas, algunos talleres de arte religioso mantienen algún carácter tradicional, sobre todo aquellos con una larga tradición. De algunos de estos talleres surgen artistas como Edgar Zúñiga Jiménez (Alajuela, 1950) y su hermano Franklin Zúñiga Jiménez (Alajuela, 1956), los cuales heredan la tradición escultórica de la familia Zúñiga, a la que pertenecen Manuel Lico Rodríguez, Manuel María Zúñiga y Francisco Zúñiga.
Hacia 1970 surge toda una nueva generación de jóvenes escultores, influenciados directamente por la Generación Nacionalista, los cuales, sin romper totalmente con las tendencias plásticas impuestas por esta generación, exploran técnicas no exploradas en los años 1930, como la negritud, la herencia indígena y la vejez. A este grupo pertenecen escultores como:
- Ólger Villegas (San Ramón, 1934) se formó en el taller de imaginería de Manuel María Zúñiga, la Escuela de Bellas Artes de la Universidad de Costa Rica, y en la Academia La Esmeralda en México. Su obra se enmarca primeramente dentro de la tradición figurativa con marcada influencia de Francisco Zúñiga y del realismo social mexicano, destacándose por su realismo con figuras monumentales. Una de sus obras más conocidas es el Monumento a las Garantías Sociales (bronce), en San José. Ganó tres veces el Premio Nacional de Escultura (1975, 1979 y 1989), y se le otorgó el Premio Nacional de Cultura Magón (2010). Según el acta que le otorgó el Magón, "se destaca como uno de los mejores escultores de la historia costarricense, por su originalidad, su sensibilidad refinada, su estilo, la expresión formal de su ideal estético, su experimentación con diversos materiales y dominio excepcional de las técnicas del dibujo y la escultura".[1]

- Crisanto Badilla Argüello (Heredia, 1941) hereda la tradición escultórica de Manuel y Wenceslao Argüello, y en general, la tradición escultórica herediana. En su obra expresa, de manera poética, su preocupación ecológica. Graduado de la Universidad de Costa Rica y entusiasta autodidacta, esculpe en mármoles, granitos y mollejones. También es especialista en la fundición artística y el grabado en madera. Se inspira principalmente en la naturaleza y la figura humana.[2]
- Fernando Calvo Sánchez (San José, 1940-2009) se inspira en la figura humana, sobre todo femenina, y en los campesinos, con la cual realiza también crítica social. Obras reconocidas suyas son Los presentes, conjunto escultórico en bronce ubicado frente al Banco Central de Costa Rica; La pulpería, ubicada frente a la Unidad de Admisión de San Sebastián; el Monumento al Trabajador (bronce, 2.35 m), ubicado frente al Parque Central de San José; y la estatua de Juan Santamaría (bronce, 4 m) ubicada en el Parque de las Américas en Madrid.

- Aquiles Jiménez (Santa Bárbara de Heredia, 1954), formado en Costa Rica e Italia, posee obra abstracta vinculada a la animalística, y una obra estilizada y renovada a partir de la talla directa en la tradición esférica precolombina y su cosmovisión. Trabaja con mármol, piedras volcánicas como la andesita, el basalto y el jaspe, y el hierro para las obras de gran formato.

El contexto en que surgen estos escultores será lo suficientemente amplio como para que estos artistas se dediquen profesionalmente a su arte. También existirán casos donde profesionales en otras áreas adopten la escultura como su nuevo oficio, siendo posteriormente reconocidos por sus obras. Este es el caso del economista José Sancho Benito (Puntarenas, 1935), escultor autodidacta, quien destaca con una obra abstracta vinculada a la animalística. Sancho ha realizado torsos, obra monumental e instalaciones. Trabaja con diversos materiales: acero, bronce, hierro soldado, piedra, mármol, madera, etc. Ha participado en diversas exposiciones a nivel nacional e internacional (Estados Unidos, Alemania, Bélgica y otros). Ganó el Premio Nacional de Escultura en 1985 y el Gran Premio de la Bienal de Escultura en 1997.

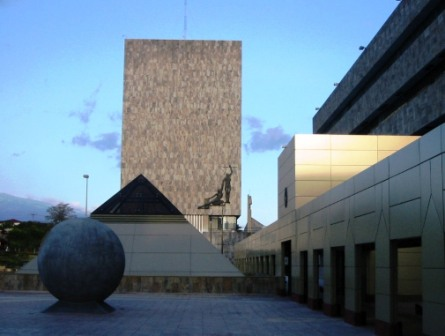
Conjunto escultórico-arquitectónico: "Tradición, estabilidad y justicia", con el tema de los sólidos platónicos, el de mayores magnitudes del páis. Obra de Ibo Bonilla

Destaca el arquitecto y matemático Ibo Bonilla (Alajuela, 1951), conocido la creación de conjuntos escultóricos-arquitectónicos, edificios bioclimáticos y sus esculturas monumentales en plazas públicas. Su obra escultórica se encuentra en parques públicos, museos, galerías y colecciones privadas en diferentes partes del mundo. Formado en Costa Rica y Europa, en sus obras utiliza diferentes técnicas y materiales: talla de madera, piedra y metal; modelado en arcilla, moldeado en yeso y posterior vaciado en diferentes materiales; experimentos con diferentes productos como vidrio, cuarzo, lava, resinas, cerámica, ferrocemento, etc. Sus temas característicos son la biodiversidad tropical, los sentimientos, la percepción cercana y la mujer. es el autor de la escultura más alta del país llamada Espiral del Éxito y el Sólidos Platónicos en la Plaza de la Justicia.
Después de 1975, el arte escultórico nacional experimenta, junto al resto de las artes plásticas, el surgimiento de nuevas tendencias estilísticas, que enriquecen el panorama artístico nacional tanto por sus tendencias plásticas como por el perfil de los artistas involucrados. Surge un grupo de escultores que, basándose en arte escultórico novoamericanista, crean una visión escultórica del ser costarricense, lo que en parte les ayuda a encontrar el apoyo estatal, que ve en su estilo encaja con la versión oficial del arte costarricense. En este grupo se pueden citar artistas como Manuel Vargas, Jorge Jiménez Deredia y Miguel Ángel Brenes.
De ellos, Jorge Jiménez Deredia (Heredia, 1954) es, quizás, el artista plástico contemporáneo costarricense más reconocido a nivel nacional e internacional en la actualidad. Formado en Italia, Jiménez Deredia es el primer escultor latinoamericano en colocar una obra en la Basílica de San Pedro: una escultura monumental de San Marcelino Champagnat, fundador de los maristas, en mármol de Carrara. También es el primer artista contemporáneo en exponer sus obras en el Foro Romano, el más importante sitio arqueológico y patrimonial de la capital italiana. Jiménez Deredia ha realizado exposiciones en diversos países como México, España, Italia y otros. La obra de Jiménez Deredia gira en torno al desarrollo de las formas orgánicas y en el arte precolombino. La esfera, la mujer y la maternidad son temas recurrentes en sus obras.
Otro factor importante que impulsa la escultura contemporánea costarricense es la creación del Museo de Arte Costarricense (1978), que asume la custodia de las piezas escultóricas de los artistas nacionales más influyentes de la época. A partir de 1980, surge una nueva generación de escultores cuyo arte se inclina por las corrientes estilísticas tendientes a la abstracción. Se trata de un grupo sumamente innovador en cuanto al uso de la tecnología y las técnicas en sus creaciones. Entre ellos destacan Aquiles Jiménez, Domingo Ramos, Luis Arias, Mario Parra, Herbert Zamora, Carlomagno Venegas, Efraín Romero y Donald Jiménez Mora. Por otro lado, otro grupo de artistas recurrirá a la instalación en la búsqueda de una nueva exploración del espacio, llegando al límite de la escultura en su definición tradicional. Entre estos artistas se destacan los hermanos Zúñiga Jiménez, José Sancho y Carlos Poveda.

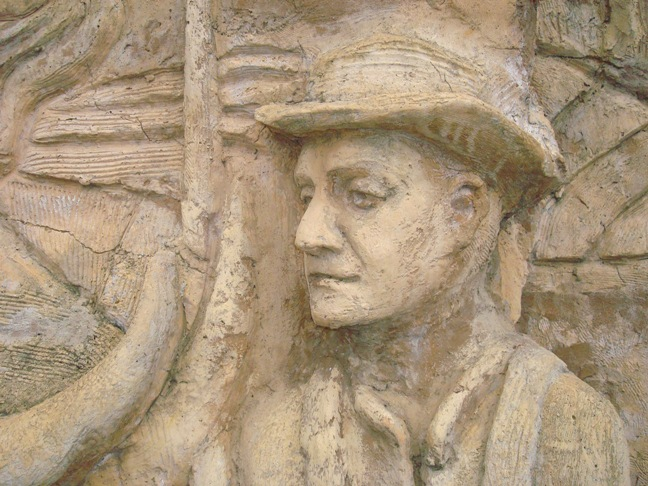
Detalle del Monumento al boyero. Obra de Mario Parra

- Iniciados en la imaginería religiosa y el arte figurativo, los hermanos Edgar y Franklin Zúñiga Jiménez han creado cada uno su propia propuesta artística.

- Edgar Zúñiga Jiménez (Alajuela- Costa Rica 1950). Escultor y pintor, con 57 años de trayectoria, su obra se caracteriza por crear entre la figuración y la abstracción. Se puede considerar principalmente una obra expresionista, que se fundamenta en una concepción humanista y mediante la misma quiere transmitir su cosmovisión, haciendo uso de la figura humana expresionista en fuerte interacción con formas geométricas de acero.  Ha trabajado en madera, bronce, acero inoxidable, mármol, y ferrocemento. Ha realizado numerosas esculturas urbanas colocadas a nivel nacional e internacional, de los cuales 22 son Monumentos Conmemorativos y 36 Monumentos Ambientales, además de varios cientos de esculturas de pequeño formato. De igual forma lleva su concepción a la pintura con la que ha realizado mucha obra.Tiene obras emplazadas de gran formato en países como Canadá, Estados Unidos, Francia, Alemania, Japón, Tailandia, Italia, Israel, Brasil, Argentina, Venezuela, Chile, entre otros. Obras suyas se encuentran en 7 Museos internacionales Ha participado en   Nueve Concursos Internacionales de Escultura de gran formato y en 23 Simposios Internacionales de Escultura. Ha obtenido 23 Distinciones entre ellas dos Medallas de oro y el Premio Nacional de Escultura.

- Franklin Zúñiga Jiménez,(Alajuela 1956 Costa Rica) ha creado su propio estilo que mezcla lo abstracto con la figura humana y la simbología metafísica. Los personajes de sus obras, creadas principalmente en bronce, fueron descritos por Ferrero como “...seres con un fuerte sentido de ascensionalidad y verticalidad”, abordando la creación de una propuesta filosófica basada en el pensamiento evolutivo.

- Mario Parra (Escazú, 1950), escultor, orfebre y grabador formado en Costa Rica, Estados Unidos y España, ha ganado premios importantes en Costa Rica y otros países de Latinoamérica. Ha formado parte de múltiples exposiciones individuales y colectivas, igualmente que en festivales y simposios. Tiene extensa obra pública en diferentes lugares de Costa Rica, España y Nicaragua. Obras conocidas suyas son el Monumento al boyero costarricense (ferrocemento, 72 x 3 m), en Escazú, así como esculturas ubicadas en el Parque Metropolitano La Sabana, en San José. Ha creado más de 3.500 obras en madera, miniaturas en bronce, hierro, cobre, oro y plata, y obras murales en gran formato. Prefiere los temas eróticos y sociales, la figura humana como motivo.

- Herbert Zamora (Heredia, 1956), formado en Costa Rica e Italia, es conocido por sus instalaciones, en las que utiliza la semilla como motivo. En sus obras realiza una meditación acerca del material y sus posibilidades entre lo geométrico y naturalista. Ha introducido en el vocabulario escultórico costarricense el concepto "polimatérico", o sea, combinar en una misma obra materias diferentes; por ejemplo, piedra y madera, madera, metal y piedra; madera y resinas, etc.

- Luis Arias (Heredia, 1947) posee una obra inspirada principalmente en los moluscos, interpretados como formas abstractas estilizadas o deformadas. También ha realizado obra figurativa inspirándose en la forma humana, principalmente femenina. Trabaja en madera, piedra volcánica y emsambles de ambos materiales.

- Emilio Argüello (Heredia, 1947), formado en Costa Rica e Italia, posee un arte que se caracteriza por sus obras de tipo figurativo, que rescata la tradición naturalista y realista, tallas en madera, bronce, piedra, mármol y plástico, usando una temática cotidiana. Ha expuesto principalmente en Costa Rica. Una de sus obras de referencia es la escultura del rey indígena Pablo Presbere, un bronce de 260 cm de alto, ubicada frente a la municipalidad de Limón.

- Manuel Vargas Murillo (Tilarán, 1952) estudió en Costa Rica e Italia. Ha expuesto sus obras en forma individual desde 1981 en numerosas galerías del país, y colectivamente lo ha hecho tanto a nivel nacional como internacional en Estados Unidos, Italia, Israel y Guatemala. Tiene obra pública en diversos sitios del país. Su escultura es de tipo realista. Una de sus obras más conocidas es La Chola, escultura monumental inspirada en las robustas mujeres guanacastecas, ubicada en la Avenida Central de San José, que ha llegado a convertirse en punto de referencia de la ciudad capital.

- Domingo Ramos (San Ramón, 1949) ha realizado gran variedad de obras tanto figurativas como abstractas, trabajando principalmente en madera y piedra, incluyendo obra pública en Costa Rica y otros países como Colombia e Italia. Formado en Costa Rica e Italia, ganó el Premio Nacional de Escultura en 1988, entre otros homenajes y premios. Ha realizado exposiciones individuales y colectivas en Costa Rica, Italia, Argentina y Corea del Sur.

Un elemento importante que modifica la escultórica nacional es la participación activa de la mujer, sobre todo luego de 1950. A pioneras como Ángela Pacheco y Lily Artavia, se unirán artistas cuyas obras de carácter innovador y conflictivo motivarán que su obra sea invisibilizada en el arte nacional. Es hasta recientemente que la acción femenina en la escultura costarricense ha sido más notoria, gracias al aumento en el número de artistas y a su participación en grupos organizados. Entre las escultoras más destacadas se pueden mencionar: 

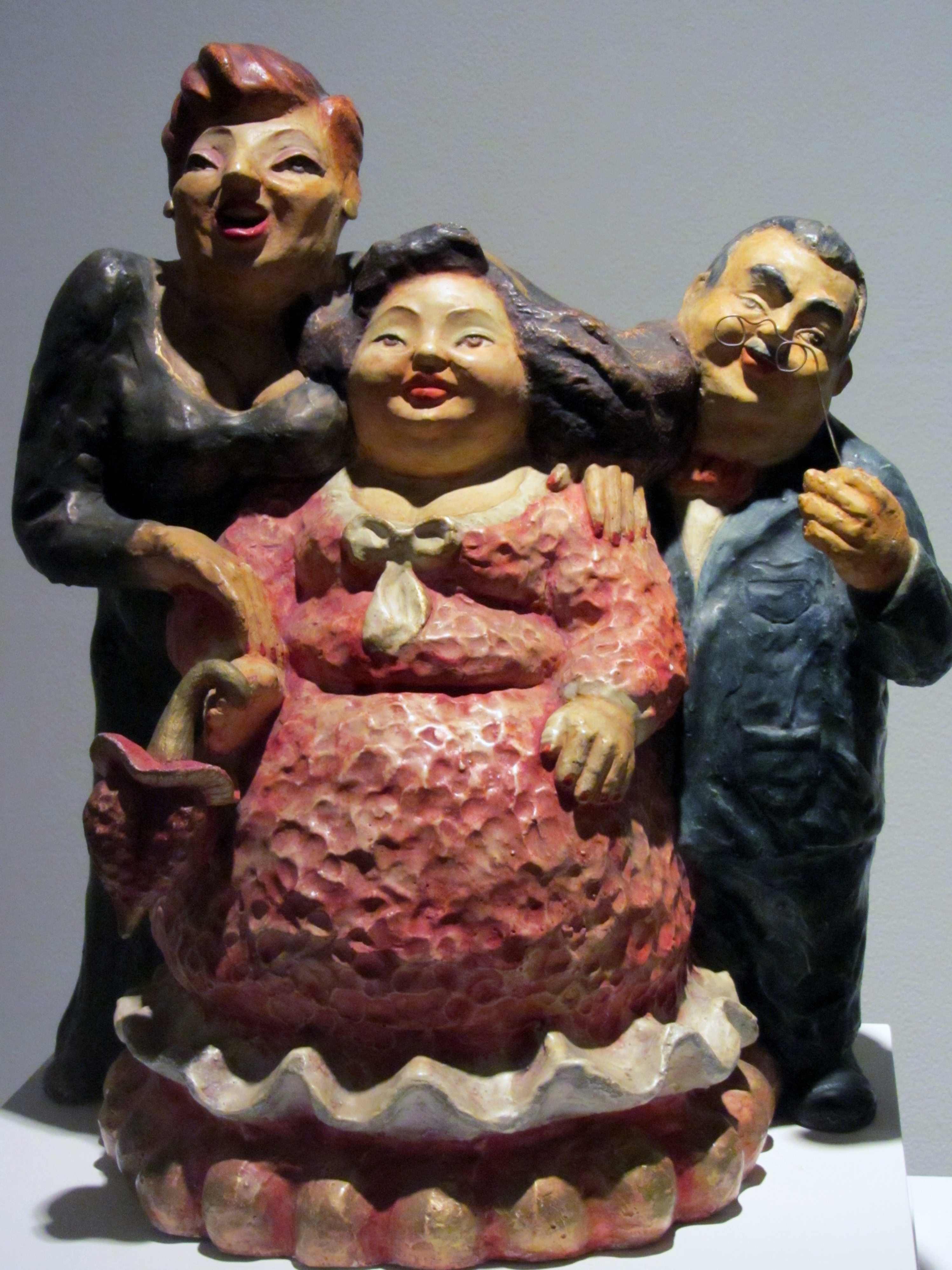
La fiesta de sus quince años. Obra de Leda Astorga.

- Leda Astorga (San José, 1957), su obra destaca por sus personajes de formas humanas voluminosas, generalmente cargados con muchos adornos, que utiliza para representar a personas de la sociedad que se dejan llevar por la superficialidad y lo aparente, como una forma de cuestionar muchos aspectos sociales actuales. En 1999 se le otorgó el Premio Nacional Aquileo J. Echeverría de Escultura.

- Marisel Jiménez

- Tzeitel Hernández Jiménez

- René Garbanzo

- Teresa Argüello

## Galería

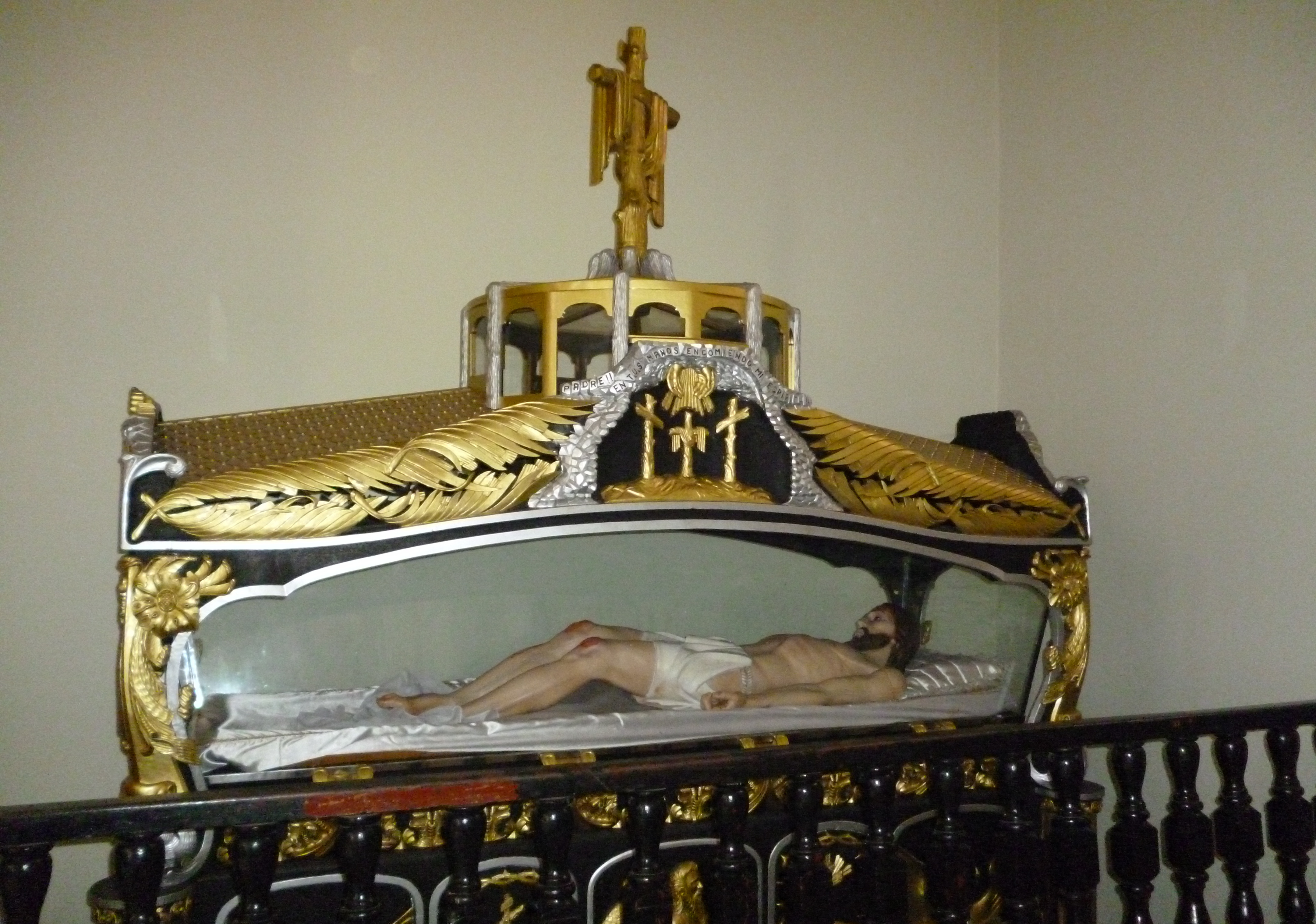
Jesucristo yacente en la Catedral de San Carlos, Ciudad Quesada
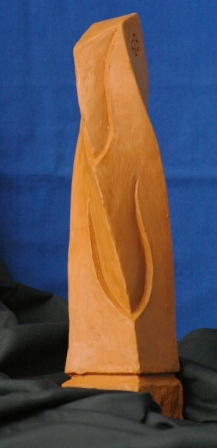
Obelisco Fi, estatuilla del Premio Nacional de Arquitectura, obra de Ibo Bonilla.
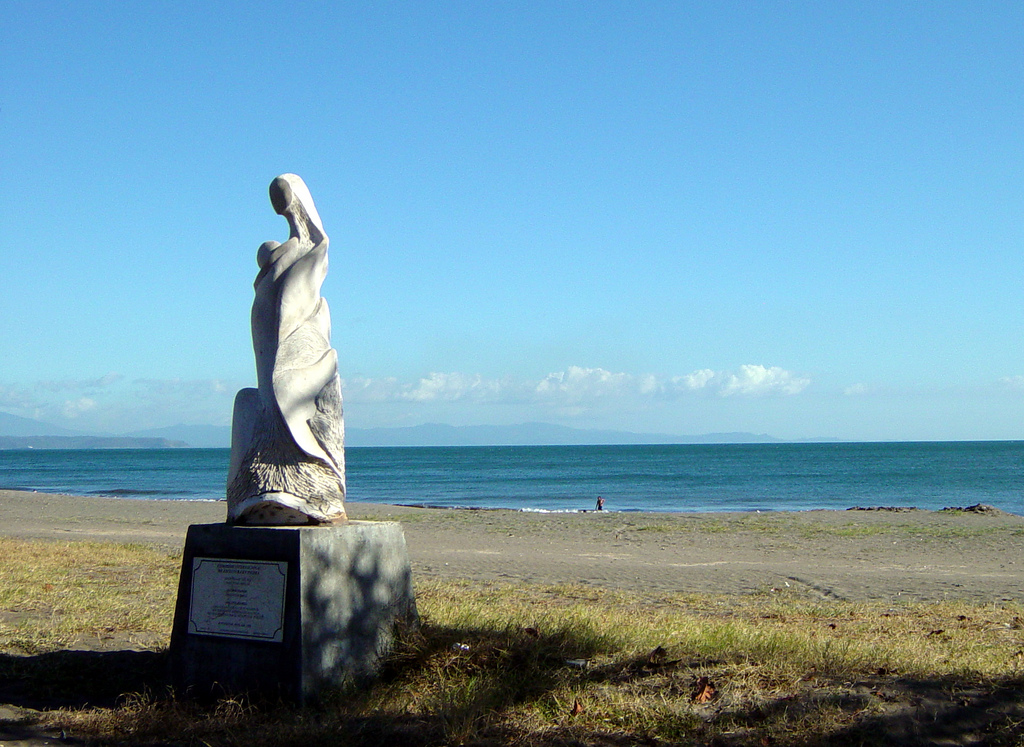
Escultura en la playa de Puntarenas.
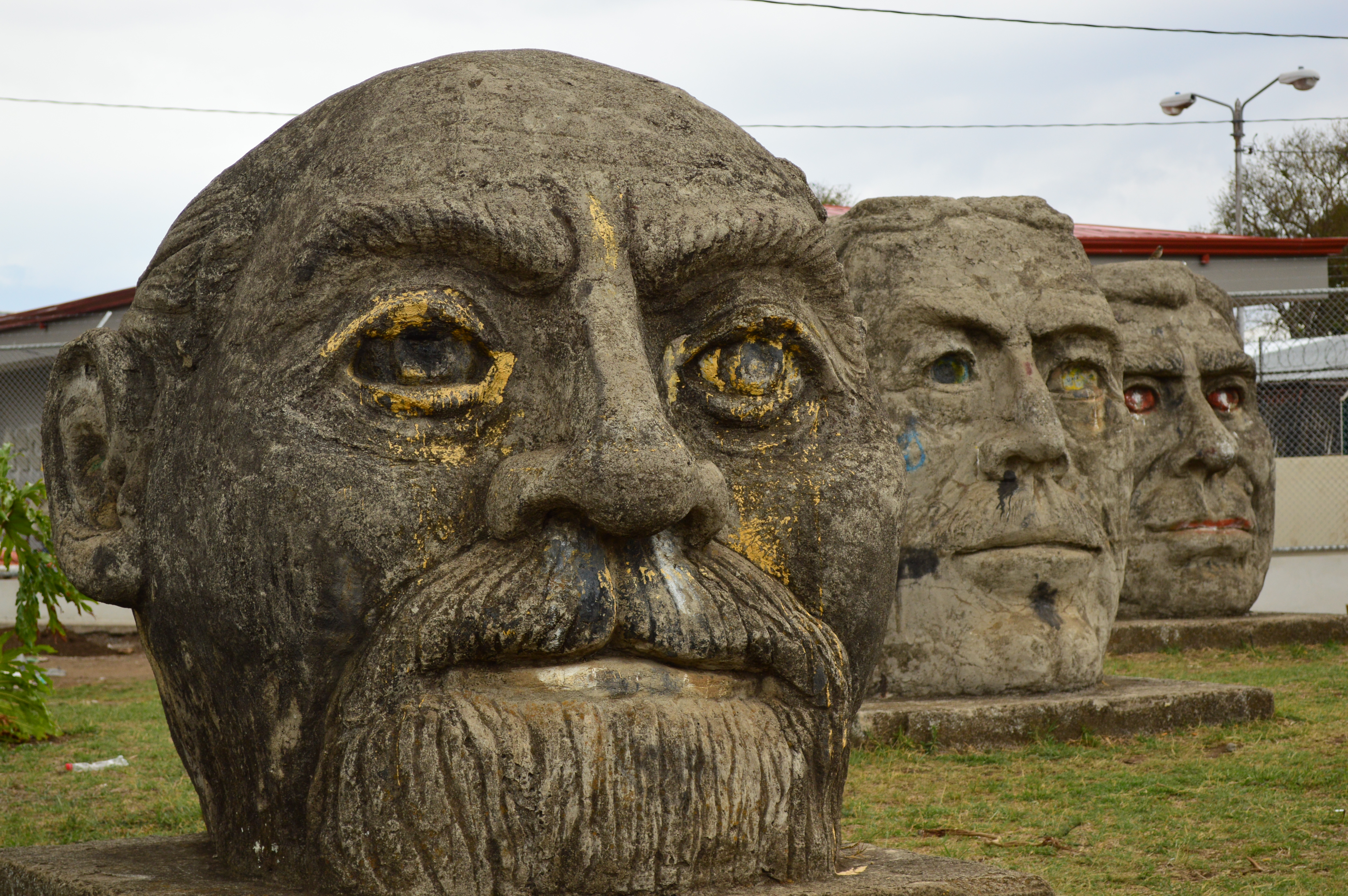
Expresidentes de Costa Rica en San Pablo de Heredia.
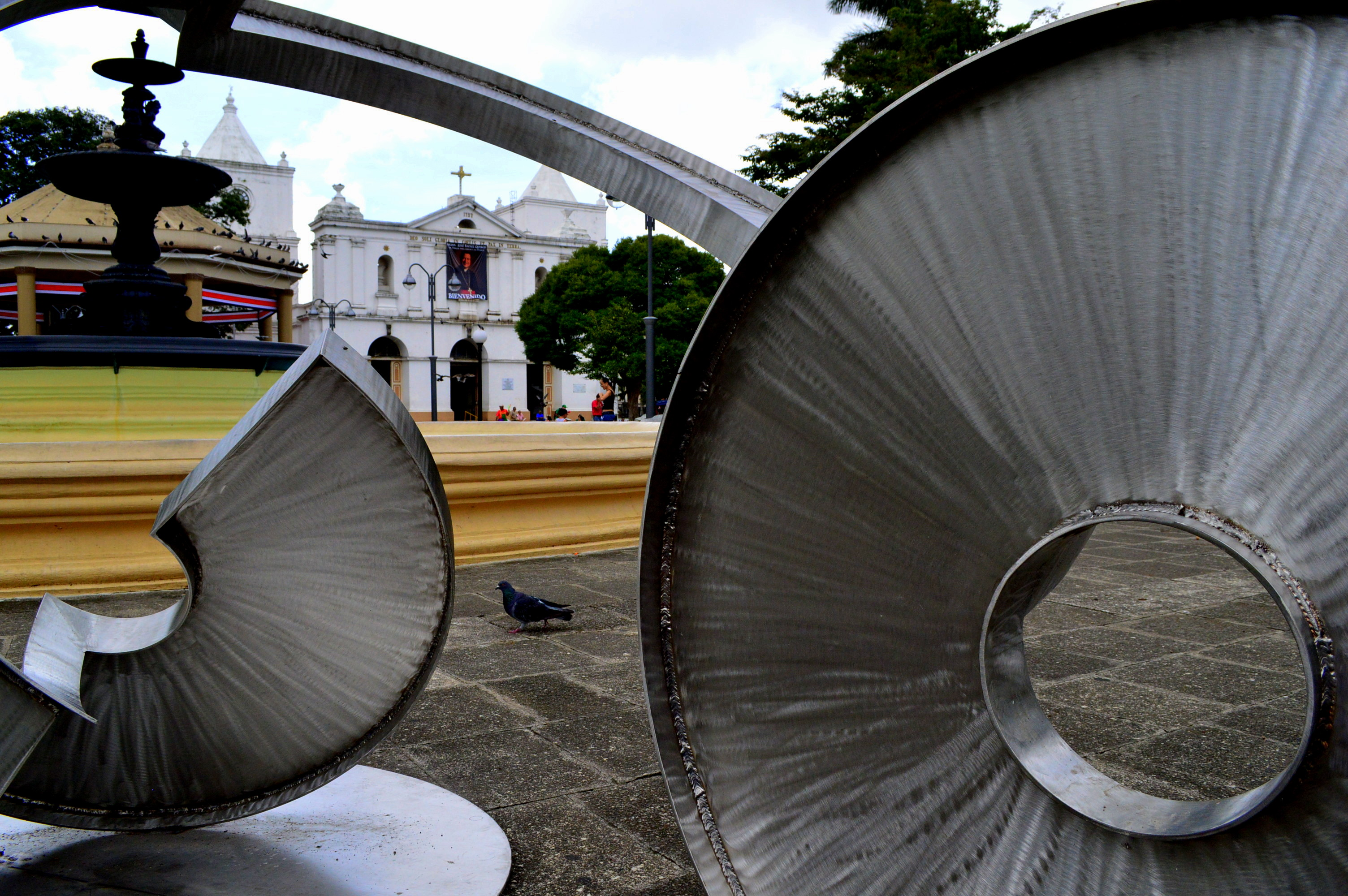
Monumento en Heredia.
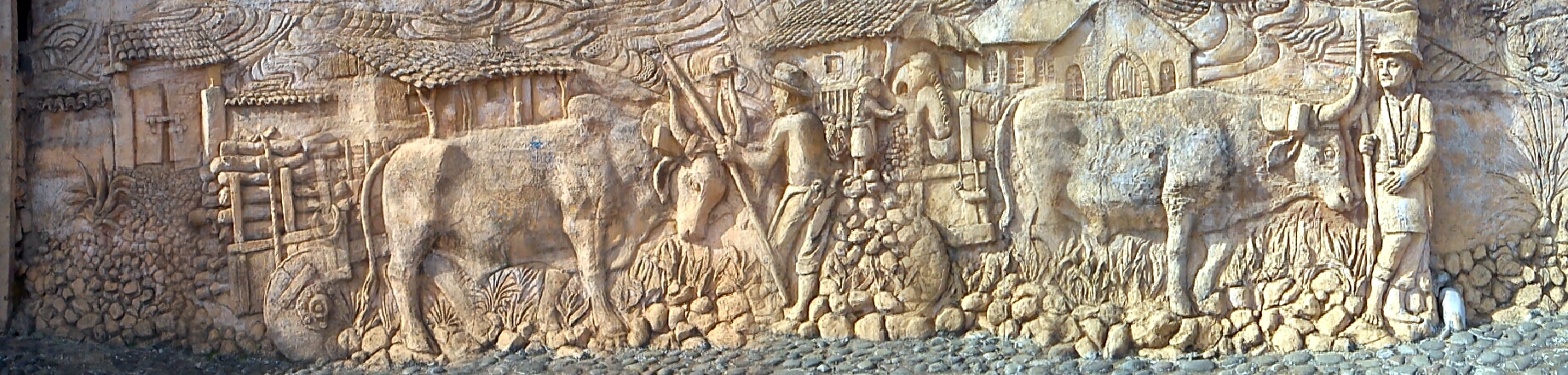
Monumento al boyero costarricense, Escazú.
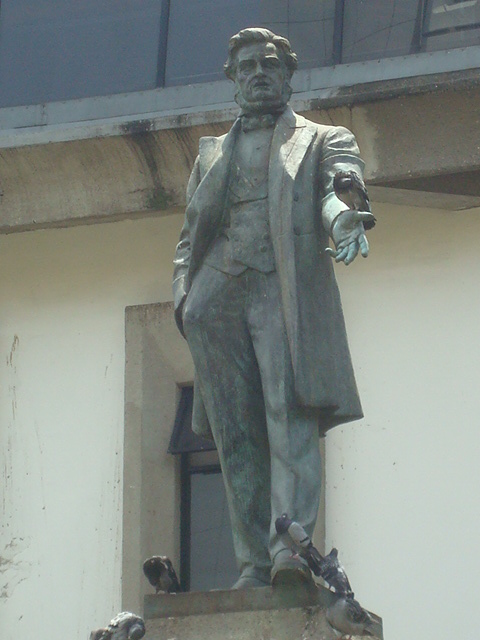
Monumento a Juan Rafael Mora Porras.
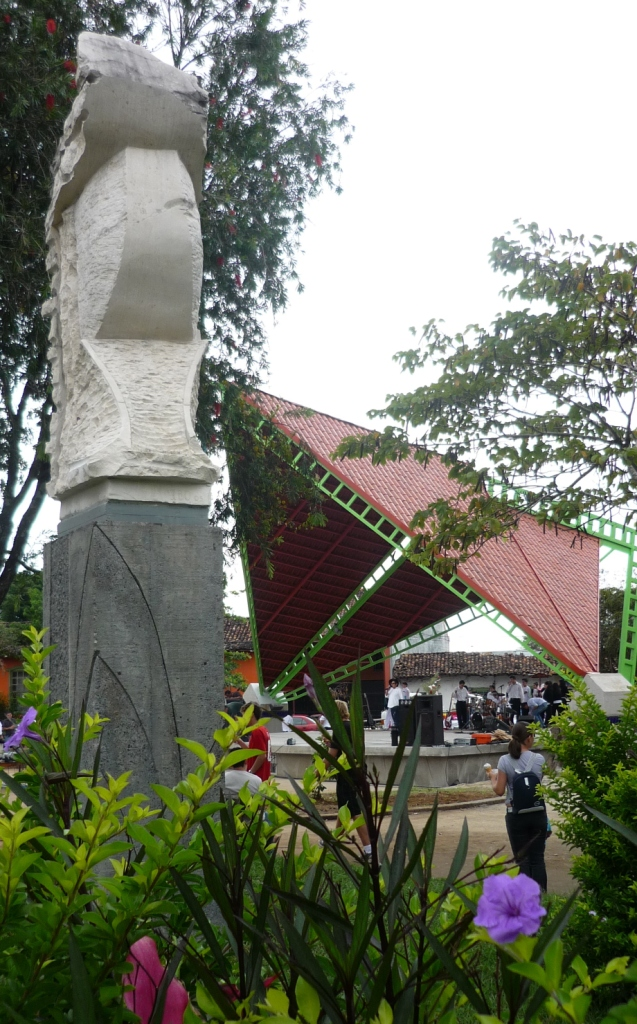
Escultura en el parque de Barva.
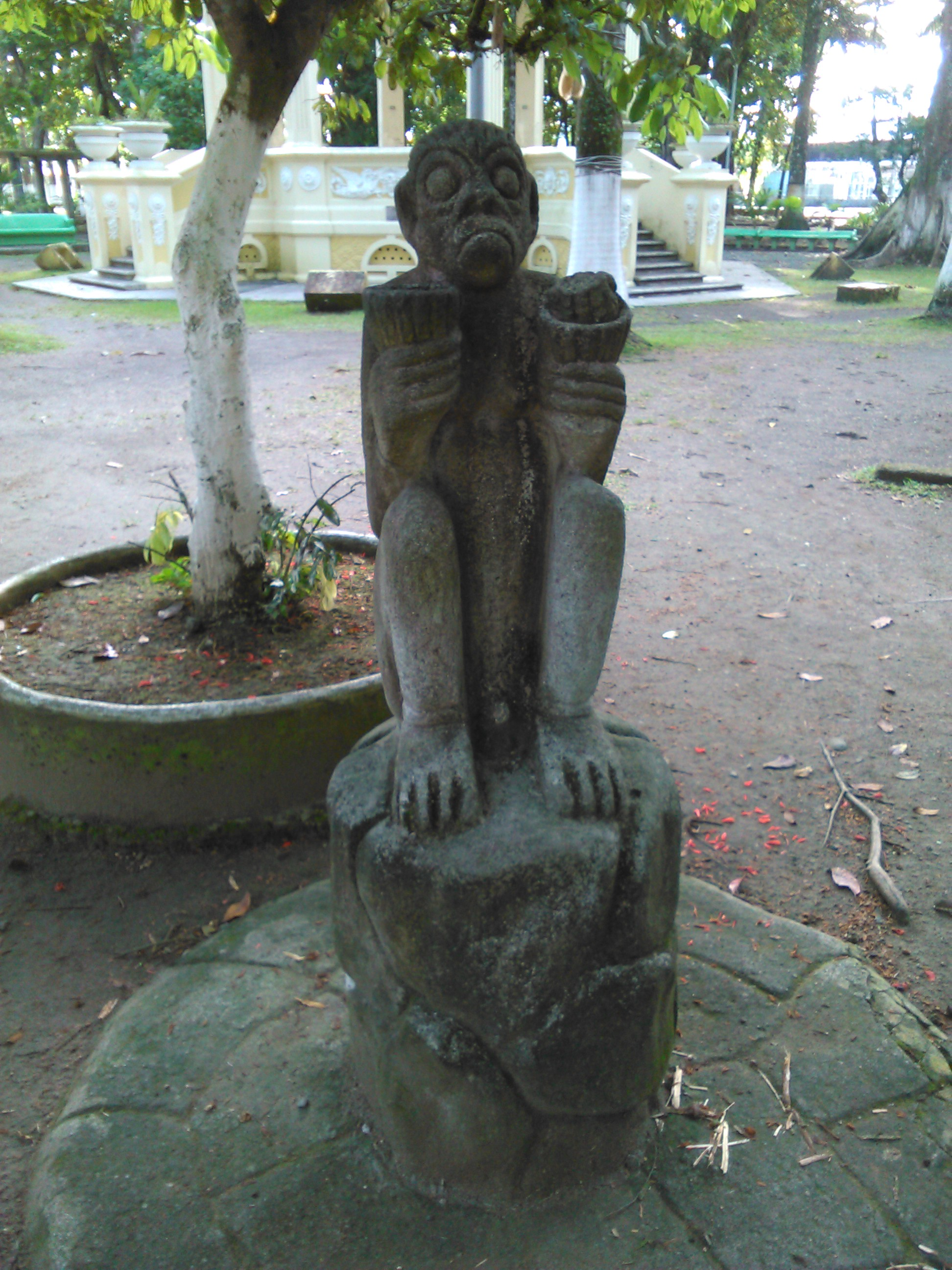
Escultura en el parque Balvanero Vargas de Limón.
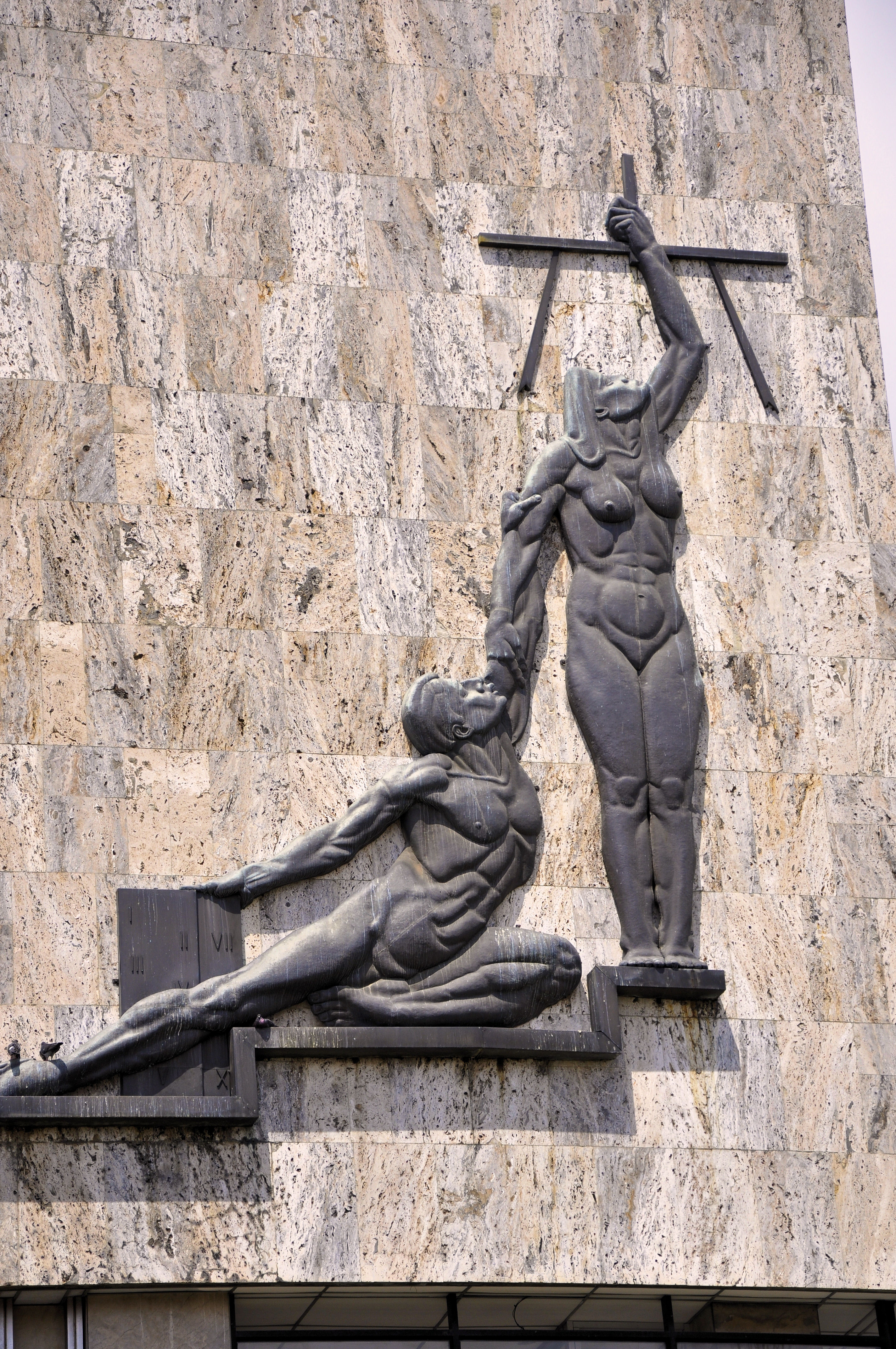
Frontón en la Corte Suprema de Justicia de Costa Rica.